# Kloster Rüti

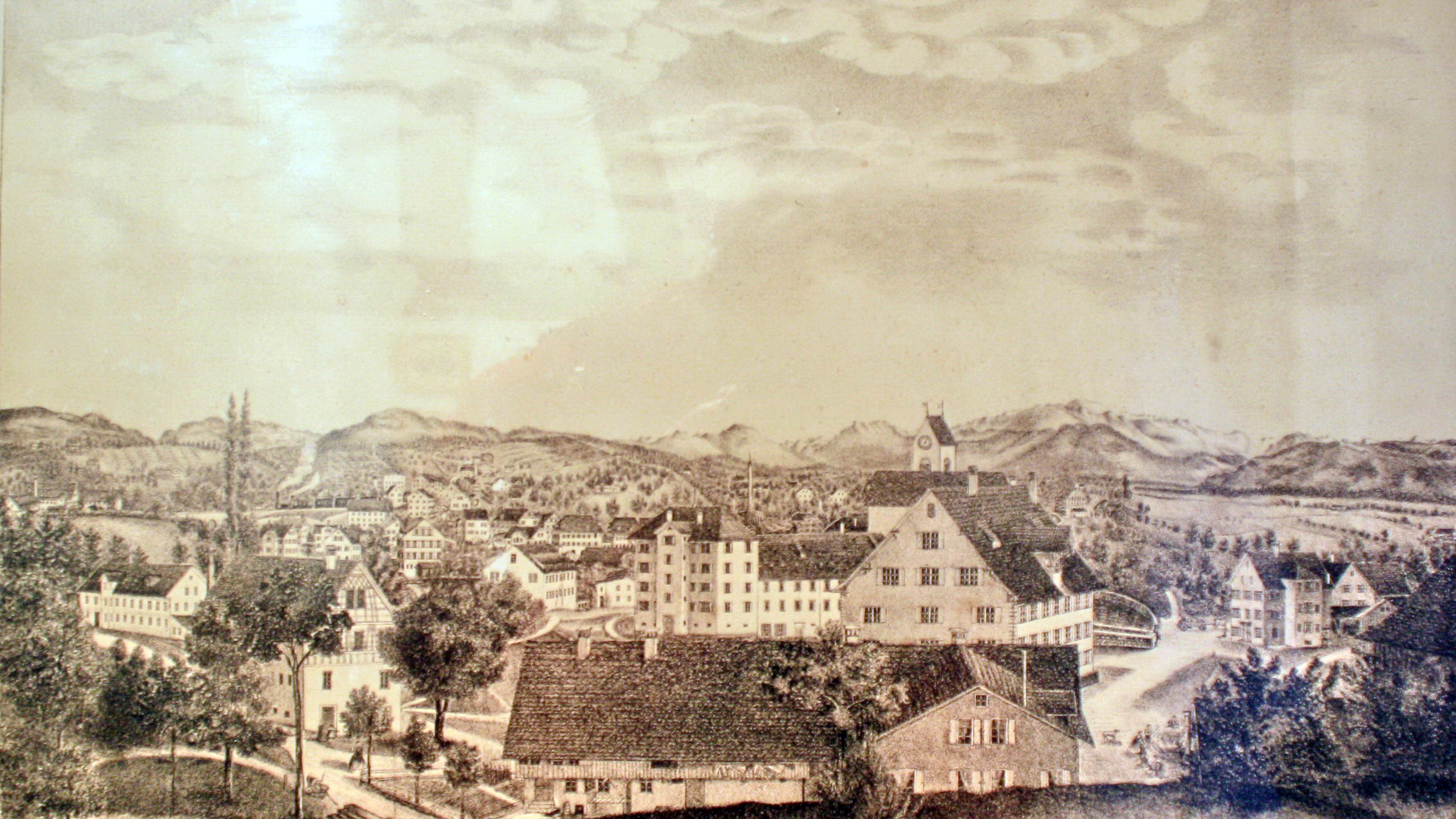
Ansicht von der Schanz, gezeichnet im Jahr 1864 von Frau B. Aemisegger aus dem Obertoggenburg

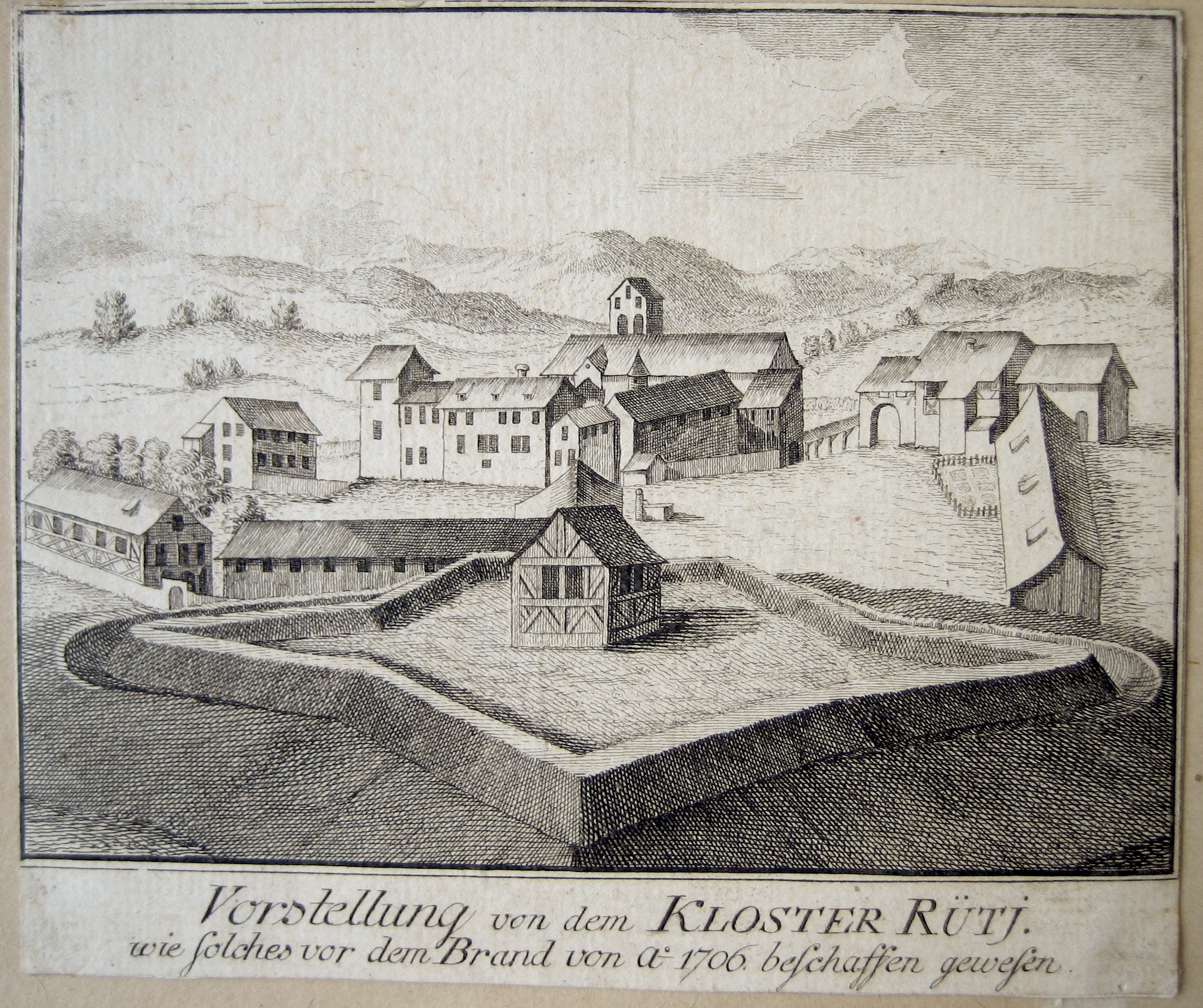
Das Kloster Rüti vor dem Brand von 1706

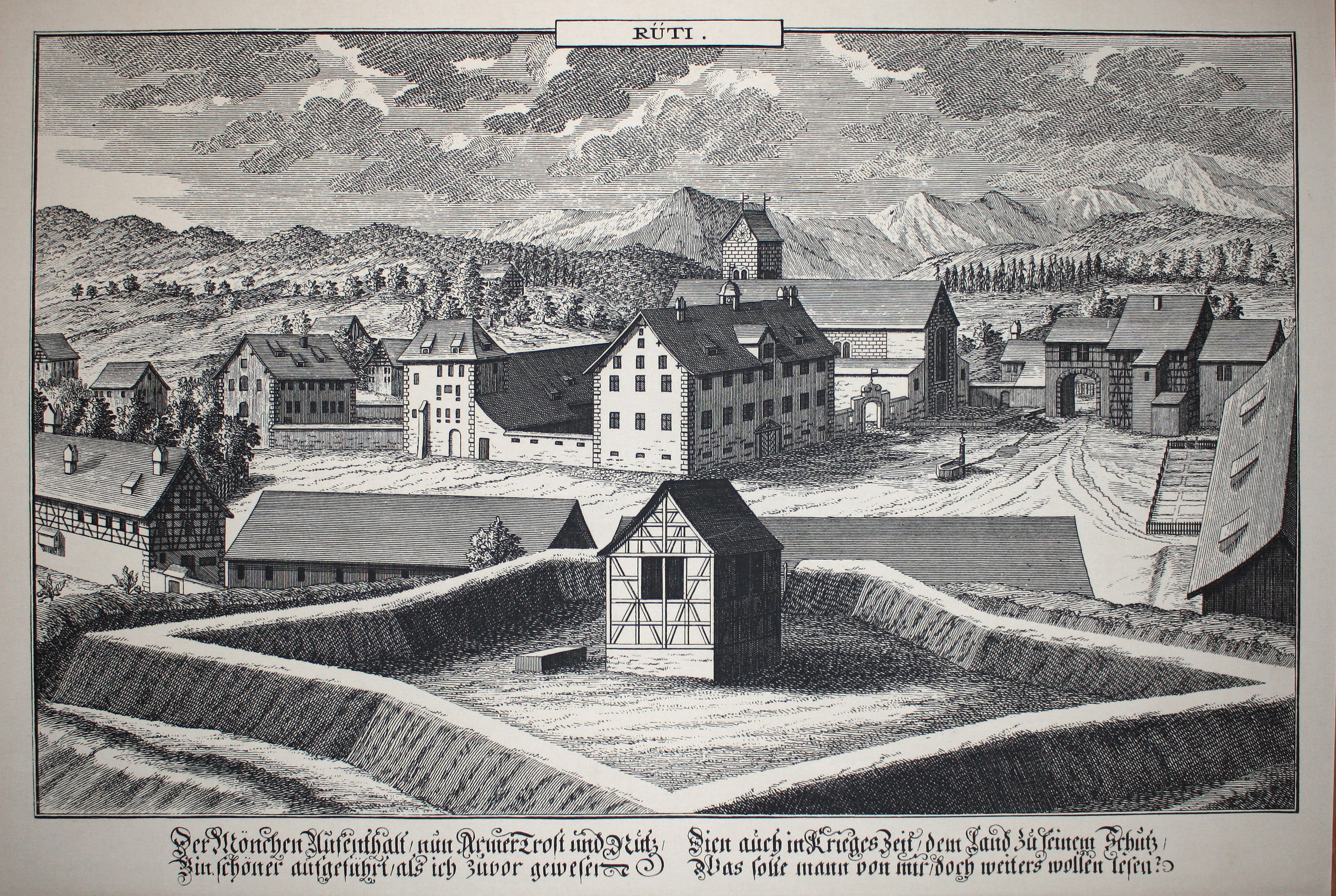
Das Kloster Rüti nach dem Brand

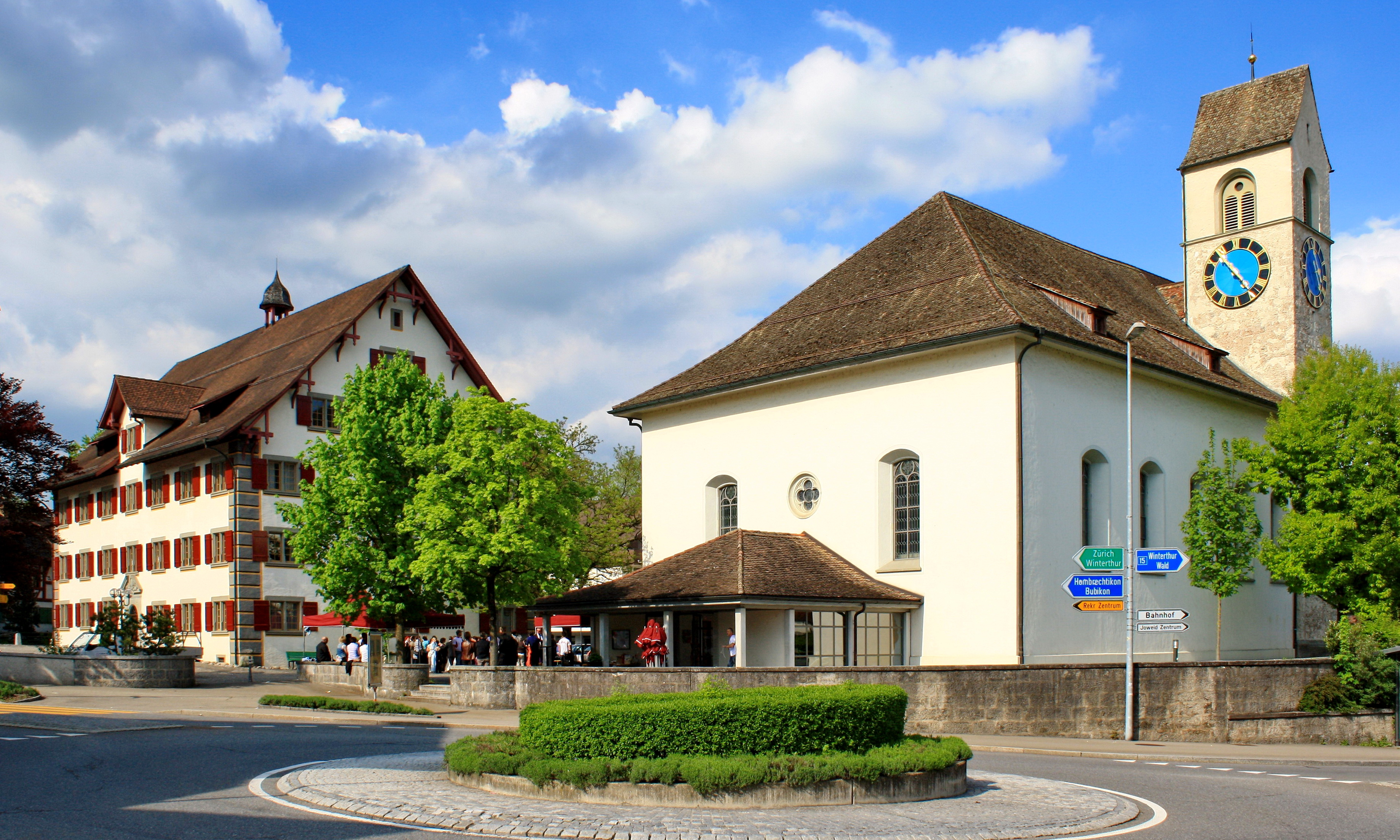
Die ehemalige Klosterkirche, heute die Reformierte Kirche Rüti, links das Amthaus

Das Prämonstratenserkloster Rüti in der Gemeinde Rüti (ZH) im Zürcher Oberland war Besitzer umfangreicher Ländereien, letzte Ruhestätte (Grablege) der Grafen von Toggenburg und umfasste in den Jahren 1206 bis 1525 (Aufhebung) 14 inkorporierte Kirchen, davon zwölf mit Kollaturrecht. Der durch Schenkung, Kauf und Tausch vergrösserte Besitz konzentrierte sich zu Beginn des 15. Jahrhunderts um Rüti (Ferrach, Oberdürnten), zwischen Greifen- und Pfäffikersee (Raum Aathal-Volketswil) sowie am Zürich- und Obersee, insbesondere an Orten, wo die Abtei Rüti in den Besitz des Kirchensatzes oder der niederen Gerichtsbarkeit gelangen konnte. Rüti war ein bedeutender Etappenpunkt am Jakobsweg via Rapperswil zum Kloster Einsiedeln. Anfänglich als Filiale des Prämonstratenserklosters Churwalden, wurde die Abtei sancte Marie vom Bischof von Konstanz ab 1230 dem Kloster Weissenau (Minderau) unterstellt und war dem Verwaltungsbezirk Zirkarie Schwaben angegliedert.

## Prämonstratenserorden
Die Prämonstratenser (lateinisch: Candidus et Canonicus Ordo Praemonstratensis), vor allem in Belgien und den Niederlanden nach ihrem Gründer auch Norbertijnen (Norbertiner) genannt, wurden von Norbert von Xanten in Prémontré bei Laon, auf Fernbesitz der Abtei Prüm, im Jahre 1120 mit 13 Gefährten gegründet, als zentralisierter Orden regulierter Chorherren. Norbert war mit Bernhard von Clairvaux befreundet und stark von den Idealen der Zisterzienser beeinflusst. Der Prämonstratenserorden liess sich ab 1126 in der Schweiz nieder. Im 12. und in der ersten Hälfte des 13. Jahrhunderts entstanden 15 prämonstratensische Männer- und Frauenklöster in der Schweiz: Bellelay BE; Bollingen SG (Frauen); Chur GR, St. Luzi; Chur, St. Hilarien (Frauen); Churwalden GR; Churwalden (Frauen); Fontaine-André NE; Gottstatt BE; Grandgourt JU; Humilimont FR; Lac de Joux VD; Posat FR (Frauen); Rüti ZH; Rueyres VD (Frauen); St. Jakob im Prättigau, Klosters GR.

## Geschichte
Insbesondere die Besitzungen des Klosters sind sehr gut dokumentiert, aus dem Alltagsleben des Klosters ist bis auf die Jahre vor und nach der Aufhebung hingegen vergleichsweise wenig überliefert.

### Namensherkunft und Wappen
Die Gegend um Rüti wurde vermutlich im 8. und 9. Jahrhundert besiedelt. Der Ortsteil Fägswil wird 807 in einer Sankt Galler Urkunde zum ersten Mal erwähnt, in einer Urkunde von Kaiser Otto II. (955–983) aus dem Jahre 972 wird Rüti als Riutun bezeichnet. Der Name geht auf das gleichlautende schweizerdeutsche Wort Rüti zurück. Es bedeutet; «Rodung, von Holzwuchs und Buschwerk gereinigtes, urbar gemachtes Stück Land».
Das Wappen der Gemeinde Rüti geht auf das Zeichen der Prämonstratenserabtei Rüti zurück, 1490 am Sakramentshäuschen in der Klosterkirche angebracht. Es wurde nach der 1525 erfolgten Aufhebung des Klosters zum Schildbild des Rütiamtes und 1803 zum Wappen der Gemeinde Rüti. Der Flurname «Chlaus» für eine Anhöhe südlich des Klosters erinnert an den Standort der St. Niklaus-Kapelle, die bereits vor dem Bau des Klosters bestand und nach der Reformation abgebrochen wurde.

### Gründung

#### Vorbemerkungen
Obwohl eine Gründungsurkunde fehlt, bestätigen die urkundlichen Quellen die Gründungserzählung der Jahre 1206 bis 1221 über weite Strecken, d. h. als Gründungsdatum darf von 1206 und nicht 1209 ausgegangen werden. Ungenauigkeiten und Widersprüche in Detailaspekten rühren daher, dass die Stiftungsgeschichte erst 1441 schriftlich niedergelegt wurde, und diese vermutlich den rechtlichen Status zur Zeit der Niederschrift wiedergibt respektive während der Wirren des Alten Zürichkriegs insbesondere die Rechtsansprüche des Klosters gegenüber den Kriegsparteien sicherstellen sollte. Im sogenannten Diplomatar, einer Sammlung von Urkundenabschriften, sollte die Gründungserzählung die «libertates» (Herrschaftsrechte) legitimieren; dementsprechend sind die frühen Schenkungs-, Tausch- und Bestätigungsurkunden in die Stiftungsgeschichte eingebaut. Der Verfasser arbeitete wahrscheinlich nach schriftlichen Quellen: Neben den Urkunden, die er ins Diplomatar kopierte, lagen wohl chronologische Aufzeichnungen vor, ergänzt durch weitere Überlieferungen. Dem Bericht, der Klosterbau sei 1206 unter Papst Innozenz III. und König Philipp von Schwaben begonnen worden, fügte der Verfasser – wohl aus der Bestätigungsurkunde von 1209 – irrtümlich den Namen des Konstanzer Bischofs Konrad II. von Tegerfelden (er wurde erst im Dezember 1208 zum Bischof gewählt und im Januar 1210 konsekriert) bei.

#### Gründungsjahre

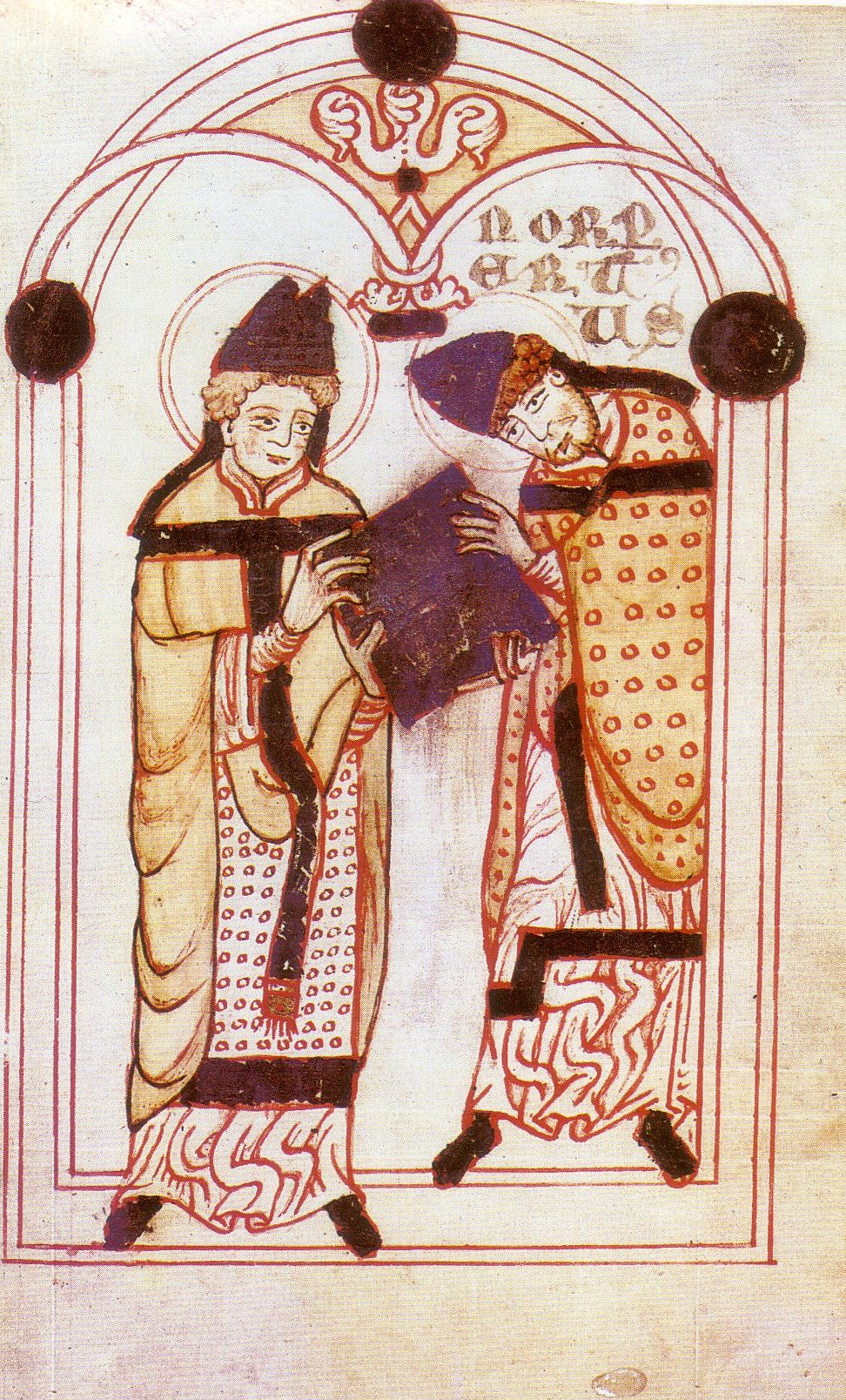
Norbert von Xanten

Liutold (Lütold) IV. von Regensberg, der mit Rudolf II. von Rapperswil am Fünften Kreuzzug teilgenommen hat und am 16. November 1218 in Akkon (Palästina) gefallen ist, stiftete das Kloster Rüti im Jahr 1206. Als eines der wenigen Schweizer Klöster geht seine Stiftung auf den Teilnehmer eines Kreuzzugs zurück. Ebenso darf vermutet werden, dass der wahrscheinliche Gründer der Abtei im Johanniterorden in Palästina gedient haben könnte, der im fünf Kilometer entfernten Bubikon eine bedeutende Komturei besass, das heutige Ritterhaus Bubikon, zu dessen Mitstiftern die Rapperswiler und Toggenburger gehören.
Der Grossvater der Brüder Lütold IV. und Eberhard von Regensberg war Lütold II. Er stiftete zusammen mit seinem Sohn das Kloster Fahr, das den Freiherren von Regensberg als Erbbegräbnis dienen sollte. Das bescheidene Frauenkloster schien seinen Enkeln nicht mehr zu genügen, ausserdem konnte es sich unter der Führung des Klosters Einsiedeln nicht frei entfalten. Von seiner Mutter, einer Freiin von Vaz, erfuhr Lütold IV. von Regensberg, dass Propst Ulrich, sein Prior Luther und einige Chorherren nach Unstimmigkeiten mit dem Konvent das Prämonstratenserkloster Churchwalden verlassen wollten, was Lütold IV. nutzte, die Idee eines von Einsiedeln unabhängigen Klosters zu verwirklichen. Er berief Propst Ulrich und Prior Luther zur Gründung eines Klosters nach Rüti und übertrug ihnen sein dortiges Gut samt der Nikolaus-Kapelle. Das erste Gebäude, eine hölzerne Kapelle, wurde 1208 erstellt. 1214 wurden die aus Holz erstellten Klostergebäude durch massive Steinbauten ersetzt, aber erst um 1283 war der Bau der Klosteranlage vollendet.
Die älteste Urkunde datiert vom 16. April 1209 und wurde im Grossmünster in Zürich ausgestellt. Lütold IV. und sein Sohn bestätigten darin, sie hätten dem Propst und den Brüdern von St. Maria ein Gut übertragen und verbrieften die Vereinbarung zwischen der Propstei Rüti und dem Leutpriester von Busskirch, als Vertreter des Eigentümers, des Klosters Pfäfers: Die neuen Besitzungen des Klosters waren nach Busskirch, einer Rapperswiler Gründung, zehntpflichtig, ebenso war die auf der heutigen Chlaushöhe in Rüti gelegene St. Nikolaus-Kapelle der Pfarrkirche Busskirch unterstellt. Im Einverständnis mit dem Abt von Pfäfers trat dieses die St. Nikolaus-Kapelle und die Einkünfte aus deren Widumgut und die Zehnten an den Konvent von Rüti ab, und der Bischof von Konstanz verzichtete auf seine Rechte. Am 13. Januar 1217 bestätigte ein Priesterkonvent in Hombrechtikon die Stiftungsvereinbarung, die Lage der Klostergüter, ebenso die Bestimmung, dass Ulrich (er wird namentlich erwähnt) mit seinen Ordensbrüdern in Rüti ein Prämonstratenserkloster einrichten solle.
Die Prämonstratenserabtei Rüti wurde von Lütold IV. und seinem Bruder Eberhard, Erzbischof von Salzburg, und den umliegenden Adelsfamilien grosszügig mit Geld und Gütern beschenkt. Vor seinem Tod in Palästina bedachte Lütold IV. sein Kloster mit 100 Mark reinem Mark Silber, einem Weihrauchfass aus vergoldetem, edelsteinbesetztem Silber und einem Stein mit grosser Kraft. Lütold V. von Regensberg bestätigte am 6. Mai 1219 die Vergabungen seines in Palästina verstorbenen Vaters an den Konvent, behielt sich jedoch die Vogteirechte und das Patronatsrecht vor. Gleichentags bestätigte Eberhard von Salzburg die Stiftung in Rüti. Lütold V. schenkte dem Konvent eine erste auswärtige Kirche, Seegräben, umfassend die Kirche, die Mühle, Äcker, Felder, Wälder, Fischenzen und unbebautes Land, übernahm aber auch hier die Schirmvogtei sowohl über die Einrichtungen als auch über die Bauern, Müller und Fischer. 1221 inkorporierte der Konstanzer Bischof die Kapelle Seegräben dem Klöster Rüti; bei der Beurkundung war auch Propst Ulrich anwesend.
Papst Gregor IX. bestätigte im Jahr 1228 die Stiftung Rütis. Er nahm das Marienkloster samt Besitzungen in apostolischen Schutz und eximierte es von allen geistlichen und weltlichen Auflagen. Nebst weiteren Privilegien befreite der Papst die vom Kloster selbst erstellten Güter von der Zehntpflicht. Rüti erhielt das Tauf- und Begräbnisrecht, und in seinem Sprengel durften ohne seine Zustimmung keine Kapellen oder Bethäuser errichtet werden.
Das von Rudolf III. von Rapperswil gestiftete Frauenkloster Bollingen am oberen Zürichsee war nach 1229 bis zu seiner Zusammenlegung im Jahr 1267 mit dem Kloster Mariazell-Wurmsbach der Abtei in Rüti unterstellt. Im Zusammenhang mit den Erbstreitigkeiten um den Nachlass der Alt-Rapperswiler Besitzungen kamen bereits in den Gründungsjahren die Kirchen Bollingen (gemeinsam von Rudolf III. von Rapperswil und Diethelm I. von Toggenburg) und Eschenbach an das Kloster Rüti. Die Regensberger hatten im Gegensatz zu den Toggenburgern keine einzige Grablege im Kloster Rüti und verloren trotz des erblichen Kirchenpatronats an Einfluss. An ihre Stelle traten die Grafen von Toggenburg, zu deren bevorzugter Begräbnisstätte das Kloster wurde; 14 Grafen aus diesem Haus fanden dort ihre letzte Ruhestätte. Als Grabstätte so vieler Toter aus dem Adel wurde das Kloster reich beschenkt: Die zahlreichen Stiftungen und Spenden bildeten unter anderem die Grundlage für den Reichtum des Klosters zu Beginn des 15. Jahrhunderts.
Um das Kloster und insbesondere dessen Wirtschaftsbetriebe wuchs das kleinbäuerliche Dorf Rüti, dessen Bewohner Ackerbau, Viehwirtschaft, landwirtschaftliche und in den folgenden Jahrhunderten vermehrt Lohnarbeit beim Weinbau am Zürichsee und später in der Textilverarbeitung betrieben. Bereits kurz nach seiner Gründung nutzte das Kloster bei der Einmündung in die Jona die Wasserkraft eines Rütner Dorfbaches, der Schwarz.

### Blütezeit
1238 kaufte der damalige Propst Ulrich II. zuhanden des Klosters Rüti die freien Leute des Dorfes Ferrach (der gleichnamige heutige Ortsteil von Rüti) von der Vogtei der Grafen von Toggenburg für 80 Mark Silber Zürcher Währung los und übernahm Rechte und Pflichten des Vogts: 

„Wir Ulrich probst und der convent des huses unserer fröwen zu Rüti haben mit gottes helf geledegot von den hocherbornen und edelen herren graven von Toggenburg die lüte und das dorf, das genent ist Verrich [Ferrach], mit aller rechtung und vogtey, so die selben herren von Toggenburg daran hatten umb achtzig march silbers, und hant die selben lüte zu Verrich mit gemeinem gunst und willen frilich geben unserm gotzhus zu Rüti dem vorgenanten alle ir ligenden güter, akker, wissen, welde, holtzer, berge und tal und veld zu rechtem eigen, und hant zu sich und ir nachkommen verbunden mit geswornen eiden, das alsus stete zu habenn und ungekrenket, und haben wir ir gutem willen wiederleit, das wir die vorgenanten güter wider verlihen haben zu rechtem erblehen inen und iren nachkommen, die frie sind, als öch su sint.“

Dieser Handel gilt als ein wichtiger Schritt in der Entwicklung des Klosters und seiner nächsten Umgebung: Zum einen übernahm das Kloster öffentlich-rechtliche Funktionen, zum andern wurde der soziale Status der Menschen im Weiler Ferrach erfasst und blieb für die folgenden 300 Jahre unverändert. Das Dokument wurde zur Öffnung (Gemeindeordnung) für die Bewohner des Weilers, die jeweils an Gerichts- und Schwörtagen vorgelesen wurde. Darin werden die Bauern im Ferrach als freie Leute bezeichnet und bezahlten dem Kloster für seine Tätigkeit als Vogt am Andreastag (30. November) einen jährlichen Zins von sechs Pfund Zürcher Währung. Im Verlauf der Jahrhunderte entstanden unterschiedliche Abschriften dieser Öffnung, wobei sich die rechtliche, wirtschaftliche und soziale Stellung der Hofleute zugunsten des Klosters verschlechterte. Der obgenannte, verhältnismässig niedrige Zins wurde zur Vogtsteuer; das Kloster wahrte seine Rechte, während die Hofleute im Verlauf der Jahrhunderte ihre Rechte weitgehend verloren, was auf die Bestimmungen über die Erbfolge in der lateinischen Fassung der Urkunde zurückgeführt wird. Die Rechtsstellung der Hofleute wurde bis Ende des Mittelalters sehr komplex und unterschied sich kaum mehr von den Gotteshausleuten, den Leibeigenen/Eigenleuten des Klosters. Beim überwiegenden Teil der Dienstleute der Abtei dürfte es sich faktisch um Leibeigene gehandelt haben. So verkaufte Freiherr Heinrich von Freienstein am 26. März 1325 dem Kloster seinen Eigenmann Heinrich den Moser von Eschenbach und dessen Sohn Konrad: 

„Allen den, di disen brief sehent oder hörent lesen, kunde ich einrich von Vrienstein vrio, das ich den erberen geistlichen luten dem abte und dem convente des gotzhuses ze Ruti, des orden von Premonstrei, han gegeben dur got un dur die liebi, die ich zu inen han, in einem rechten Köfe zu rechtem eigen Heinrichen den Moser von Eschibach und Chunraten sinen sun, die mi recht eigen waren, umb sechs phunt phenningen Züricher münze.“

Als Zeugen traten auf: Chünrat von Rorbas, Heinrich der Huber und Eglof, der Amtmann des Freiherrn.

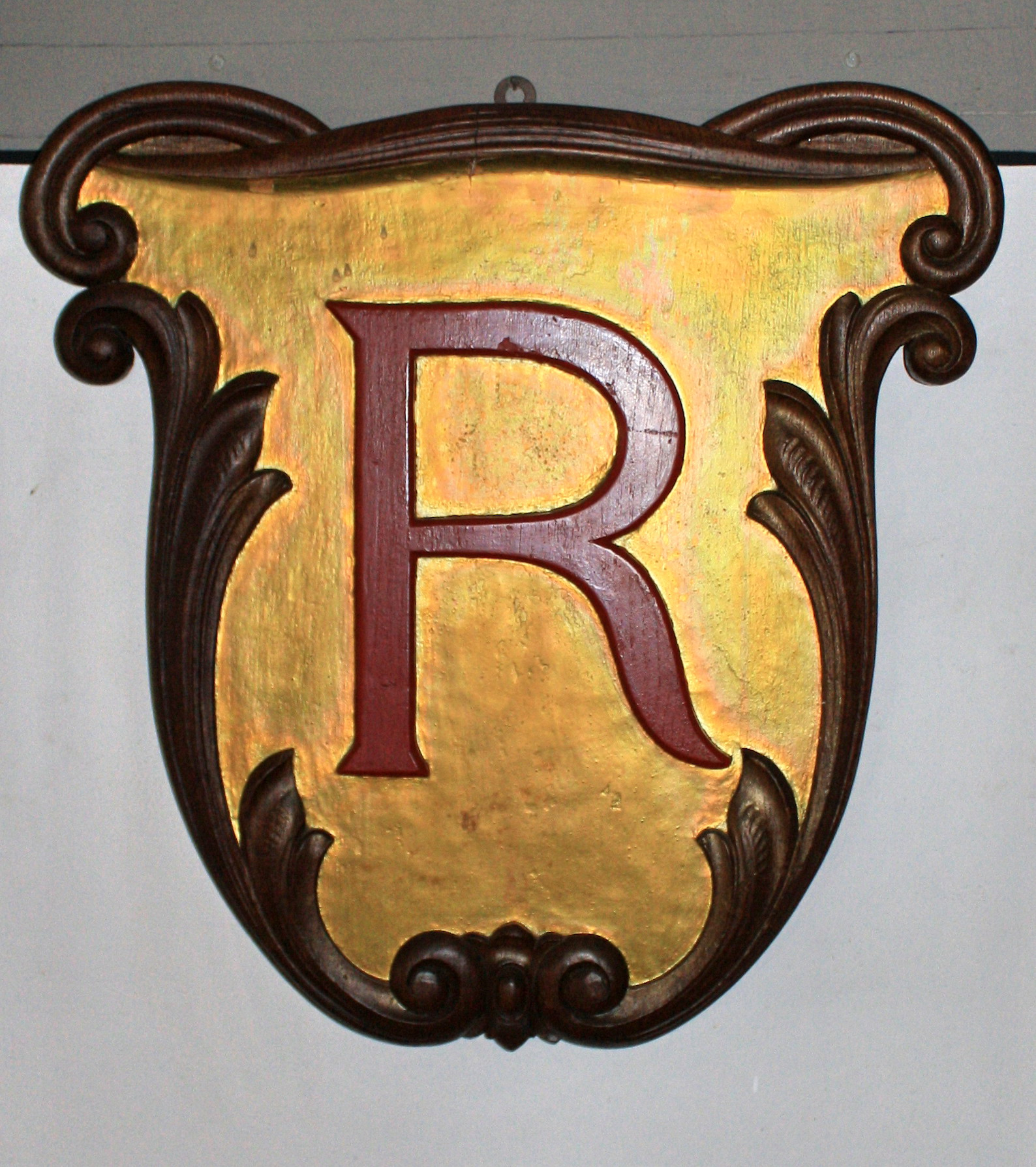
Wappen des Klosters Rüti im Amthaus Rüti

Die Regensberger befreiten das Kloster Rüti im Jahr 1260 von Steuerabgaben in Grüningen, einer ihrer bedeutendsten Gründungen im Zürcher Oberland. Bis zu ihrem Niedergang nach der Regensberger Fehde (1267/1268) übertrugen die Freiherren der Abtei grosse Teile ihrer Besitztümer in der Herrschaft Grüningen. Das rote, gotische «R» als Wappenzeichen der Familie findet sich noch heute im goldenen Wappenschild der Gemeinde Rüti.
Die Zugehörigkeit der Nachbargemeinde Dürnten (Oberdürnten) zum Kloster Rüti ist bereits in einem päpstlichen Dokument aus dem Jahre 1250 beurkundet. 1286 verkaufte Gräfin Elisabeth von Rapperswil ihren Hof in Oberdürnten mit den dazugehörenden Rechten – insbesondere mit der niederen Gerichtsbarkeit – der Abtei Rüti (die Rapperswiler verkauften um 1300 unter anderem Greifensee und vermutlich Uster). Im benachbarten Niederdürnten und Tann gelang es dagegen nicht, mit der Aneignung von Gütern Fuss zu fassen.
1326 weihte der Vikar des Bischofs von Konstanz drei Altäre in Rüti mit Ablasszusicherung. Im darauffolgenden Jahr beauftragte Papst Johannes XXII. den Fürstbischof in Konstanz, dem Kloster Rüti die ihm von Graf Kraft von Toggenburg gestiftete Pfarrkirche in Eschenbach zu inkorporieren. Der Visitator der Prämonstratenserklöster gestattete der Abtei Rüti 1328 eine Garderobe (communem vestiariam) einzurichten und gab ihm dafür die Kirche Dreibrunnen und Weinberge am Riet bei Zürich. Mit dem Kloster in Erlach ging der Einsiedler Abt Herman von Arbon 1358 eine geistige Verbrüderung ein, ebenso mit dem Kloster Rüti. Im Bündner Urkundenbuch ist ein Güteraustausch mit dem Kloster Disentis erwähnt.
Im Jahre 1359 erhielt das Kloster das Patronatsrecht über die Kirche Dürnten als Entschädigung für die schweren Schäden, die Rüti in der Auseinandersetzung zwischen Österreich und Zürich (siehe Schweizer Habsburgerkriege und Mordnacht von Zürich) erlitten hatte. Rüti und die weitere Umgebung der umkämpften Herrschaft Rapperswil befanden sich zu dieser Zeit in einer sehr konfliktträchtigen Lage im Grenzbereich zwischen den rivalisierenden Mächten. So war dieser Teil der Zürcher Landschaft wiederholt das Ziel von Plünderungen und Verwüstungen, unter denen die ländliche Bevölkerung besonders zu leiden hatte. Mit der Übertragung des Patronatsrechts für die Kirche Dürnten erhielt Rüti das Recht, künftig den Dürntner Priester vorzuschlagen, wofür dem Kloster für dessen Entlöhnung Abgaben aus Dürnten zustanden.
Den Chorherren gelang es, ihr Herrschaftsgebiet kontinuierlich zu erweitern: Sie erhielten unter anderem den Kirchensatz der Gossauer Kirche, von Aadorf, Dürnten, Elsau, Eschenbach, Fischenthal, Hinwil, Uster, Wangen im Gaster (SZ) und Wil (SG). Grosse Teile der Ländereien um Oberuster gehörten zum Kloster Rüti. In den Jahren 1371 bis 1450 erreichten die Besitzungen des Klosters ihre grösste Ausdehnung. Als bedeutendste Gönner des Klosters im ausgehenden Mittelalter werden genannt: Die Grafen von Toggenburg, Rapperswil, Nellenburg, Kyburg, die Erzherzöge von Österreich und die umliegenden Freiherrengeschlechter unter anderem der von Batzenberg, von Hinwil, von Landenberg, von Hegi und von Windegg.

### Wallfahrt
Die Pfarrkirche in Dreibrunnen bei Wil (SG) wurde 1275 durch die Grafen von Toggenburg gestiftet und gehörte wie das Kloster Rüti zum Bistum Konstanz. Die Toggenburger schenkten die Kirche und den zugehörigen Hof 1289 dem Kloster Rüti. Auf Wunsch von Abt und Konvent Konstanz wurde sie im Jahr 1330 als Pfarrkirche dem Kloster Rüti inkorporiert, der Bischof von Konstanz behielt seinem Hochstift die Bestätigung eines jeden vom Abt vorgeschlagenen Vikars vor und bestimmte dessen Besoldung mit 12 Scheffeln Weizen, 10 Scheffeln Haber, einem Pfund Konstanzer Pfennigen und Opfergaben.
Das Kloster Rüti übte in Dreibrunnen die Pfarrseelsorge aus, Wallfahrtsort wurde Dreibrunnen nach der Reformation: In der Klosterkirche Rüti befand sich ein hochverehrtes Gnadenbild der Mutter Gottes. Bei der Plünderung der Abtei Rüti im Verlauf der Reformationswirren (1525) hatten einige Konventualen eine Muttergottesstatue vor dem Bildersturm gerettet und diese in die entfernt gelegene und zur Zeit der Reformation weniger dem Zerstörungssturm ausgesetzte Kirche nach Dreibrunnen bei Wil gebracht. Ein Kaufbrief aus dem 1526 bestätigt, dass der Heiliggeistspital Wil die Kirche Dreibrunnen vom Stadtstaat Zürich nach der Aufhebung des Klosters erworben hat und somit in rechtlichem Besitz der Marienstatue ist. Von diesem Zeitpunkt an begann die Wallfahrt zum Muttergottesbild in der Kirche Dreibrunnen, aber auch dem am Jakobsweg gelegenen Marienkloster Rüti dürfte die Statue in den Jahrzehnten davor den Besuch von zahlreichen Pilgern beschert haben.
Was ehrwürdig war (Bilder, Statuen und Reliquien) fiel der Plünderung während der Reformationswirren anheim und wurde zerstört, zerschlagen oder verbrannt. Oft ist die Rede davon, dass kirchliche Objekte ins Wasser geworfen und auf wundersame Fügung in katholischen Orten angeschwemmt worden seien. So wurde angeblich eine weitere in Holz geschnitzte Muttergottesstatue in Rüti in die Hochwasser führende Jona geworfen und soll in der Nähe der Pfarrkirche Maria Himmelfahrt (Jona) angeschwemmt worden sein. Die Statue wurde gereinigt und restauriert und wurde als «Rütner Madonna» verehrt.

### Adelsmemoria
Bereits im späten 13. Jahrhundert begannen die Toggenburger in der Rütner Abtei, wo sie über eine eigene Grabkapelle verfügten, ihre hochrangigen Familienmitglieder zu bestatten, obwohl noch 1383 und 1385 zwei Familienmitglieder in der Stadtkirche St. Michael in Uznach, einer wichtigen Toggenburger Gründung, ihre letzte Ruhestätte fanden. Insgesamt fanden 14 Toggenburger Grafen und eine grössere Zahl anderer Adliger im Kloster Rüti ihre letzte Ruhestätte. Die ursprüngliche Gruft lag unter der offenen Vorhalle der Klosterkirche.

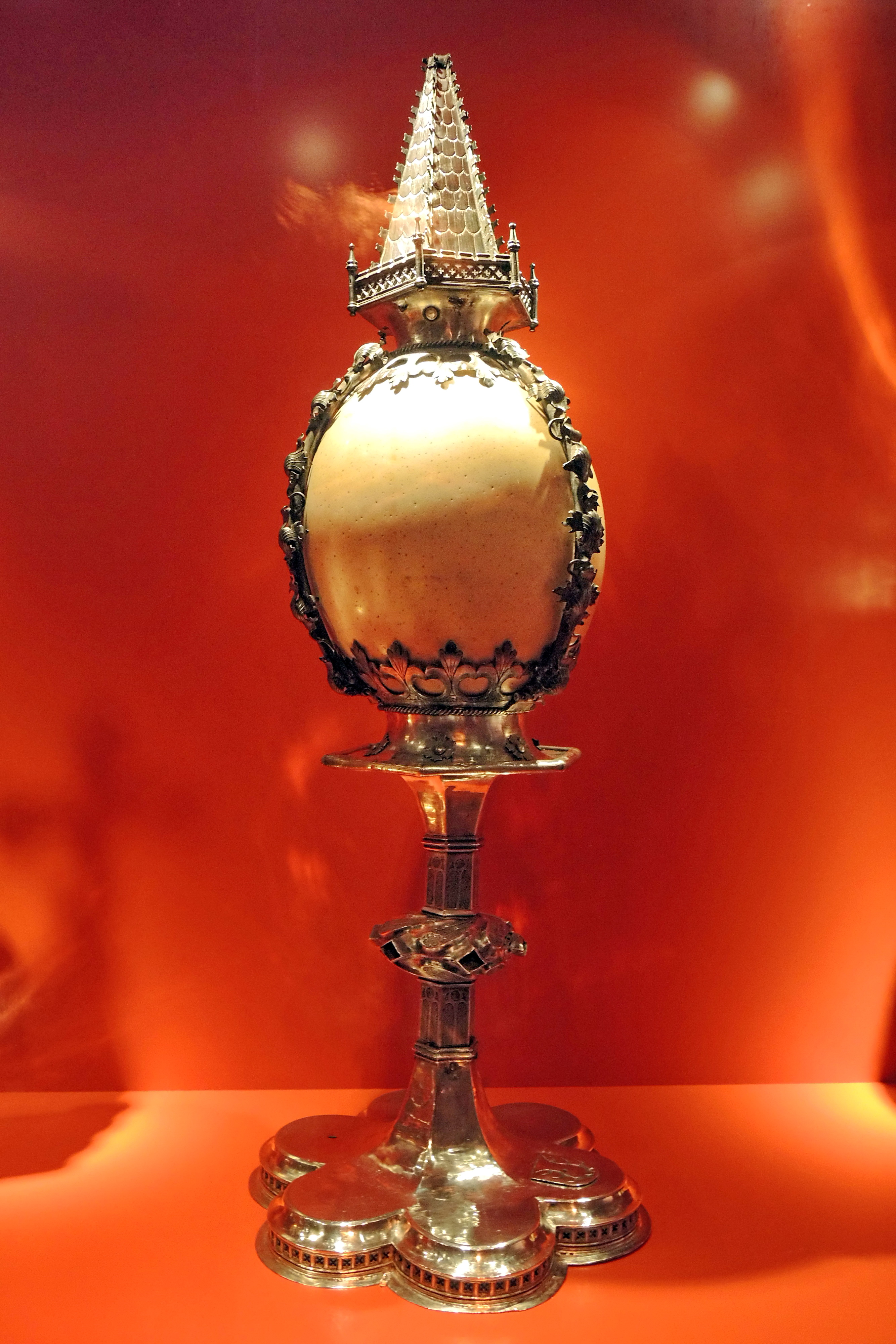
Straussenei-Reliquiar von Elisabeth Mätsch, Gemahlin des letzten Grafen von Toggenburg

Graf Friedrich VII. von Toggenburg († 1436) wurde 1442 in der Toggenburger Kapelle beigesetzt. Über die Jahrzeitstiftung der Witwe des letzten Toggenburger Grafen, Elisabeth von Matsch, erhielt der Abt von Einsiedeln ein gewisses Aufsichtsrecht. Am 5. September 1439 stiftete Gräfin Elisabeth von Matsch eine Kaplanei zwecks einer täglichen Messe in der Prämonstratenserabtei zu seinem und ihrem eigenen Seelenheil und vermachte der Abtei zu diesem Zweck 30'000 Rheinische Gulden und eine kostbare Kleinode mit Zieraten. Zu ihren Lebzeiten erwählte die Stifterin den Priester, der in der neuen Seitenkapelle der Klosterkirche die Messe halten sollte. Nach ihrem Ableben sah die Stiftung vor, dass der Rütner Abt und sein Konvent die tägliche Messe und die gebräuchlichen Jahrzeiten hielten und der dazu abgestellte Kaplan Kost und Logis sowie zu Weihnachten zehn Rheinische Gulden aus der Stiftung erhielt. Der amtierende Abt des Klosters Einsiedeln hatte auf die Erfüllung dieser Pflichten zu achten und erhielt auf diese Weise Einfluss auf das Leben des Konvents respektive das Kloster Rüti hatte bei Nichterfüllung dem Einsiedler Stift fünfzig Gulden zu bezahlen.
Im 14. Jahrhundert wurde Rüti als letzte Ruhestätte zunehmend auch von anderen Adelsgeschlechtern bevorzugt, wohl weil es einen regelmässigen Totendienst (Adelsmemoria) versprach. Ausser den Adeligen wurden Ministerialen, wie die Meier von Dürnten, die von Schalchen, von Rambach, die Giel von Liebenberg oder Ritter Ital Löw von Schaffhausen in Rüti begraben. Heinrich von Randegg war zusammen mit Ritter Johann von. Klingenberg, dem Bruder von Abt Bilgeri, einer der Anführer der habsburgischen Truppen bei der Schlacht bei Näfels, wo er am 9. April 1388 fiel. Nach der sog. Klingenberger Chronik, die dem Rapperswiler Stadtschreiber Eberhard Wüest um 1450 zugeschrieben wird, hatte Abt Bilgeri von Wagenberg nach der Schlacht bei Näfels die Glarner um die Erlaubnis ersucht, die habsburgischen Gefallenen in einem eigenen Friedhof zu bestatten und eine Gedächtniskirche errichten. Als ihm die Glarner dies verweigerten, bat er die Leichname angemessen bestatten zu dürfen. Am 30. November 1389, rund 20 Monate nach der Schlacht, begab sich der Abt mit Gefolge auf das Schlachtfeld, legte selbst Hand an und liess – gemäß Chronik eine Menge – die sterblichen Überreste von mindestens 20 Gefallenen nach Rüti bringen und dort beisetzen. 1982 bestätigten archäologische Grabungen in Rüti die Schilderungen in der Klingenberger Chronik.

### 15. Jahrhundert
1408 kam Rüti als Teil der Landvogtei Grüningen unter Zürcher Obrigkeit. Der Vogt von Grüningen war in Dürnten für die Hohe (Blutgerichtsbarkeit) und Niedere Gerichtsbarkeit zuständig, in Oberdürnten nur für die Hohe, die Niedere Gerichtsbarkeit oblag dem Kloster Rüti. 1415 und 1433 wurde das Kloster durch Kaiser Sigismund unter den Schutz des Reiches gestellt, und fortan führte es im Wappen ein stehendes rotes «R» auf goldenem Grund.
Graf Friedrich VII. von Toggenburg († 1436), der zeitweise mit seinem ganzen Hofstaat im Kloster Rüti gelebt hatte, fand wie erwähnt in der Toggenburger Kapelle zusammen mit einem Neffen im Kloster Rüti seine letzte Ruhestätte. Im Verlauf des Alten Zürichkriegs plünderten und verwüsteten am 11. Juni 1443 Truppen der Acht Alten Orte das Kloster Rüti und sollen die Leichen der Adeligen, darunter die des Grafen Friedrich VII. von Toggenburg, den sie für den Krieg mit Zürich verantwortlich hielten, geschändet und sich mit den Gebeinen des Grafen Walraff von Thierstein, wie Schulbuben mit Schneeballen beworfen haben. Alles, was nicht festgemauert war, Totenschilder und Fahnen über den Gräbern, Kultgegenstände und die Turmglocken, wurde mitgeschleppt.
Nach den für die Zürcher Landleute verheerenden Kriegsjahren und wiederholten Plünderungen der Innerschweizer im Stadtzürcher Hinterland, kam die weitere Ausdehnung des Klosterbesitzes zum Stillstand, Pachtzinsen von den verarmten Lehnsleuten blieben aus, und die Bautätigkeit der Abtei ruhte für Jahrzehnte. 1469 kamen die Kirche Fehraltorf und ihre Güter geschenkweise an das Kloster Rüti. Als Stiftung vom Ehepaar Freiherr Bernhard Gradner und Veronika von Starckenberg († 1489) liess Abt Markus Wyler die Klosterkirche 1492 durch Hans Haggenberg.

## Reformation und Aufhebung des Klosters

### Bauernaufstand und Reformationswirren

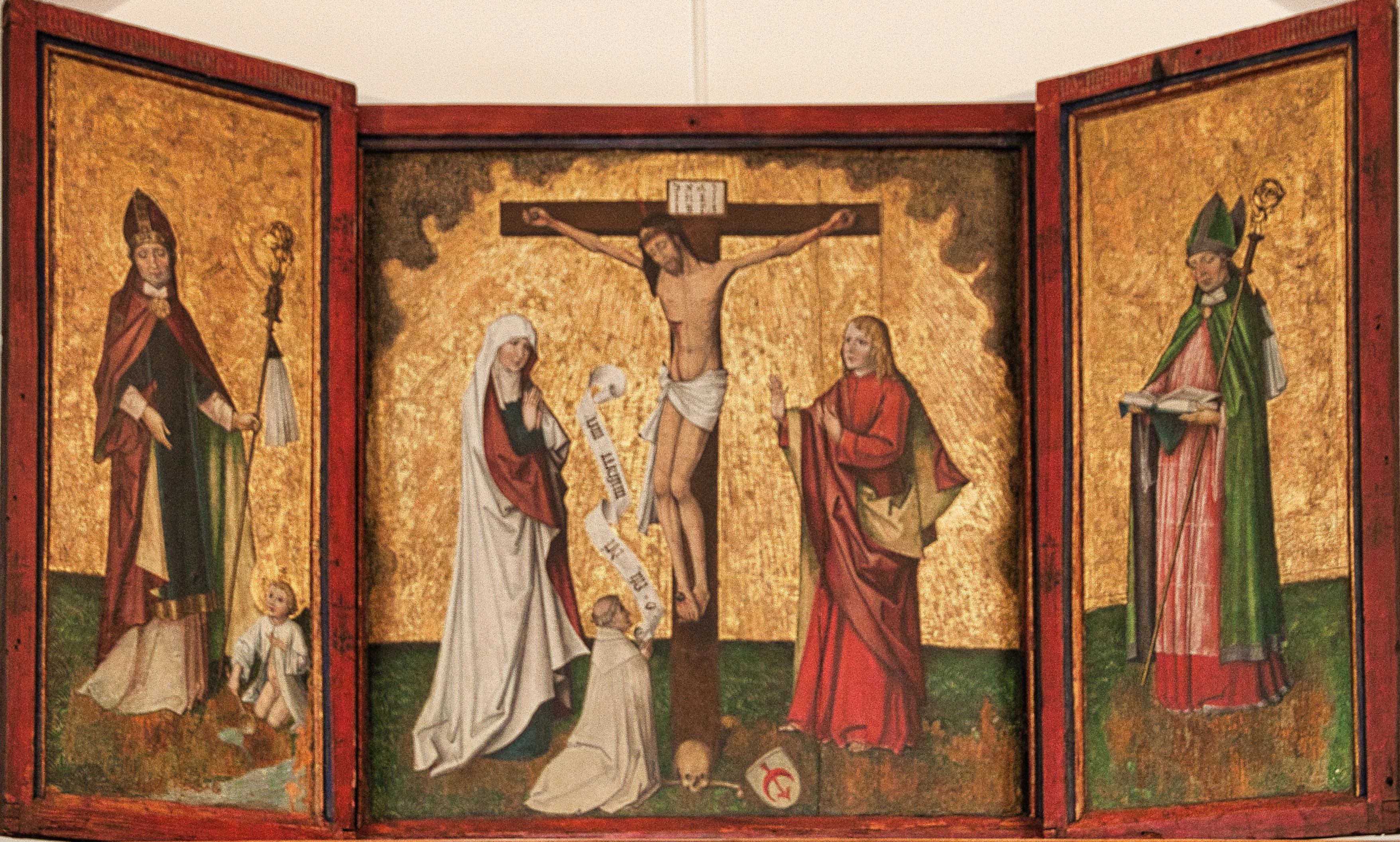
Flügelaltar des Klosters Rüti, von 1503, mit einer Kreuzigungsgruppe inkl. Stifter

Die Bevölkerungszahl der Zürcher Landschaft hatte sich von 1465 bis 1530 verdoppelt, bis 1585 verdreifacht, und die Nahrungsproduktion konnte damit nicht Schritt halten. Die hohen Zehntenabgaben an die Klöster stellten für die ländliche Bevölkerung zudem eine enorme Belastung dar, umso mehr das Gefälle von den im Überfluss lebenden Klöstern zur armen Landbevölkerung offensichtlich war. Die Aufhebung der Klöster war eine populäre Forderung, und so kam es unausweichlich auch im Zürcher Herrschaftsgebiet zu einem Bauernaufstand.
Abt Felix Klauser schien die gefährliche Lage geahnt zu haben, denn er floh vor der Plünderung des Klosters am 22. April 1525 mit Geld und dem Klosterschatz nach Rapperswil, wo der Konvent Güter und ein Stadthaus besass. Am Tag darauf plünderten rund 1200 Oberländer Bauern die Abtei, nachdem sie von der Flucht des Abts erfahren hatten, ihn sogar dem Vogt von Grüningen übergeben hatten, dieser den Abt aber nach Rapperswil ziehen liess. So nahmen die Bauern die geforderte Verteilung der Klostergüter gleich selbst an die Hand und zerstörten dabei die umfangreiche Bibliothek des Klosters. Die Johanniterkomturei in Bubikon blieb ebenfalls nicht verschont, wie dem Augenzeugenbericht des Chronisten und damaligen Pfarrers in Bubikon, Johannes Stumpf (Stumpf’sche Chronik), zu entnehmen ist: 

„Da hub sich an den beiden Klöstern Rüti und Bubikon ein solich zulauffen, fressen, suffen, toben, wüeten, schryen, kothen, das welicher die lüt vorher bekennt hatt, und jetzumb ansah, musst sich grosslich wundern. Gross und klein geschirr, ja auch die gelten, darin man den schwynen zu essen treyt, wurden gebrucht, wyn uff zu tragen, sobald dann der wyn unrein ward, schütteten sie den uss, und holten anderen. Etlich überfielen den caplan und priester zu Wald, und trunkend ihm den wyn uss.“

Der Rat von Zürich schickte eine Gesandtschaft nach Rüti, welche nach Zürich berichtete: 

„23 April 1525. H.L.M. und gnädig in min Herren wüssen, dass ich hinach um das ein in der nacht bin kommen gen Rüti, und als ich dar kam, fand ich bin hundert puren und mer im Kloster. Und hattend lassen ein sturm ausgahn, und warend fest voll wyn und gar ungeschikt. Und hüt, diess tags, sind sie auch ungeschikt, darum, gnädigen min Herren, so schikend eilends um botschaft, dass die sach abgestellet ward, denn der huff warend sich für und für. Und fand hüt am morgen ein gemeind gehan, und wned nit von einandem, bis dass das ganz Amt bei einanderen syg. Und ist nit allein das Amt, sunder ab dem See auch. Und seit man, sie wend dann gan Töss. Und weiss nieman, wo es ein end näm, wo ihr, mini Herren, nit davor sind, darum gnädig min Herren, dso tuend eilends daynno. Datum eilends hüt am morgen zuo Rüti.“

Nach dem Bildersturm auf das Kloster Rüti entsandte der Rat von Zürich einige Vertreter in die Stadtzürcher Landschaft, um mit den aufständischen Bauern zu verhandeln. Nebst der Gemeinde Grüningen hatten auch Greifensee, Kyburg, Eglisau, Andelfingen, das Neuamt und Rümlang ihre Forderungen schriftlich formuliert, mit der Bitte, man solle sie auf der Basis des Evangeliums gründlich prüfen. Die Antwort des Rates fiel jedoch sehr zur Enttäuschung der Bauern aus – keinem wesentlichen Punkt wurde zugestimmt. Einige aufgebrachte Landleute wollten nach den Klöstern gar gegen die Stadt Zürich ziehen; die Situation konnte durch Verhandlungen entschärft werden. Einen Monat nach der Drucklegung der Zwölf Artikel verfassten die Zürcher Bauern eigene Beschwerdeartikel. In Zürich wurden die Forderungen der Bauern jedoch abgelehnt, was zu grossen Unruhen führte, die Lage eskalierte aber nicht: Oft konnten die Landleute durch Verhandlungen beruhigt und zur Heimkehr bewogen werden, einmal wurden gar alle anwesenden Bauern zu Speis und Trank in die Stadt Winterthur eingeladen.
Zürich begünstigte die Einführung der neuen Lehre in seinen Klöstern mit allen Mitteln: Als das Kloster Rüti im Juni 1525 an die Stadt Zürich überging, war der allgemeine Ratsbeschluss zur Klosterreform bereits ergangen und wurde deshalb in die Einleitungsformel des Übergabememorials aufgenommen. In der Einleitung des Übereinkommens der Stadt Zürich mit dem Kloster Rüti legte der Rat am 17. Juni 1525 seine Stellung zu den Klöstern fest begründete die Reformation der Klöster. Das Klostergut ging nach Aufhebung des Klosters im Zuge der Reformation in den Besitz der Stadt Zürich über, die es im Amt Rüti zusammengefasst durch einen Amtmann verwalten liess. Die bisherigen Verwaltungsaufgaben des Klosters wurden vom Amt Rüti wahrgenommen.

### Aufhebung des Klosters

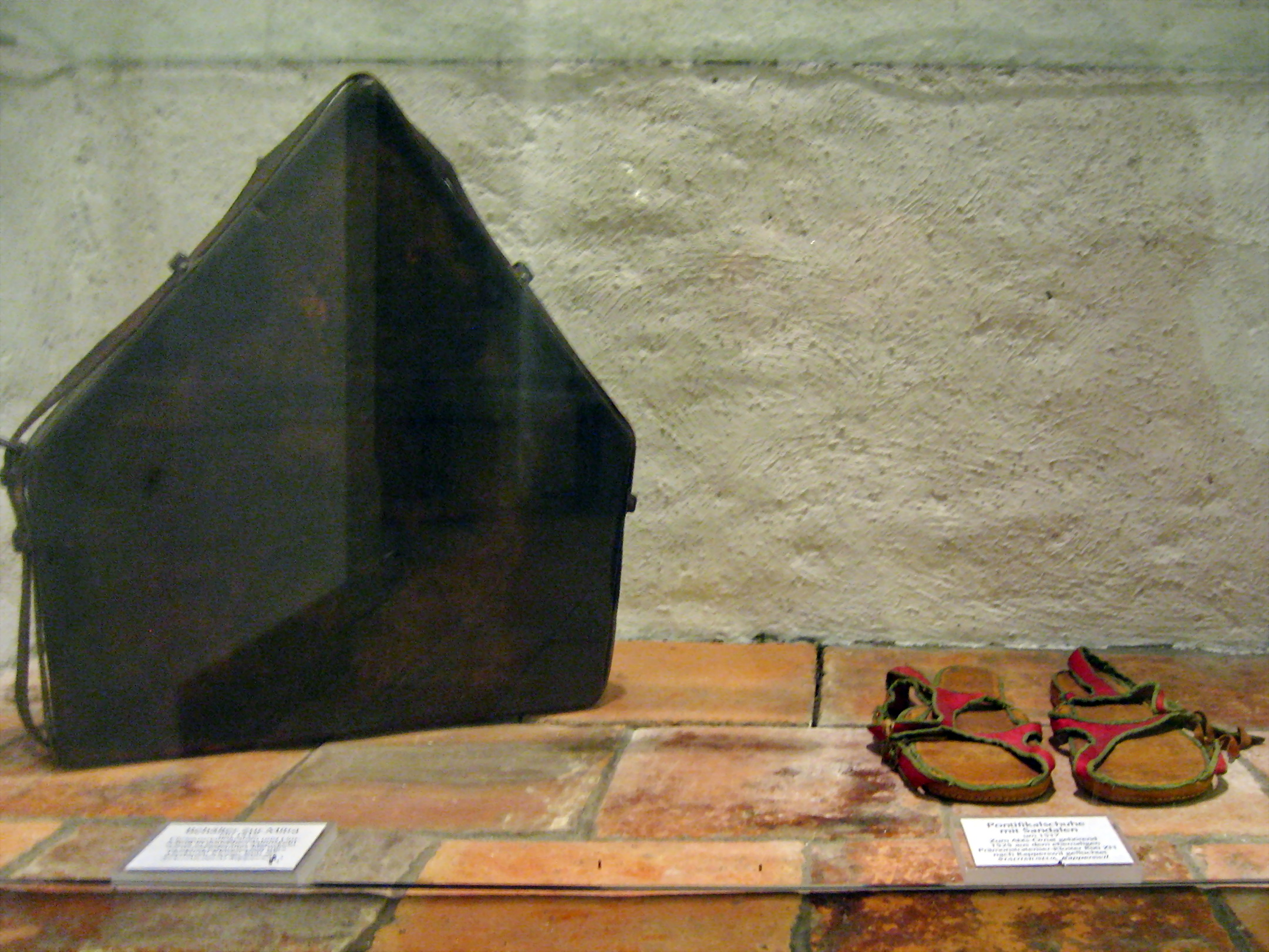
Behälter zur Mitra und Pontifikalsandalen aus dem Klosterschatz Rüti

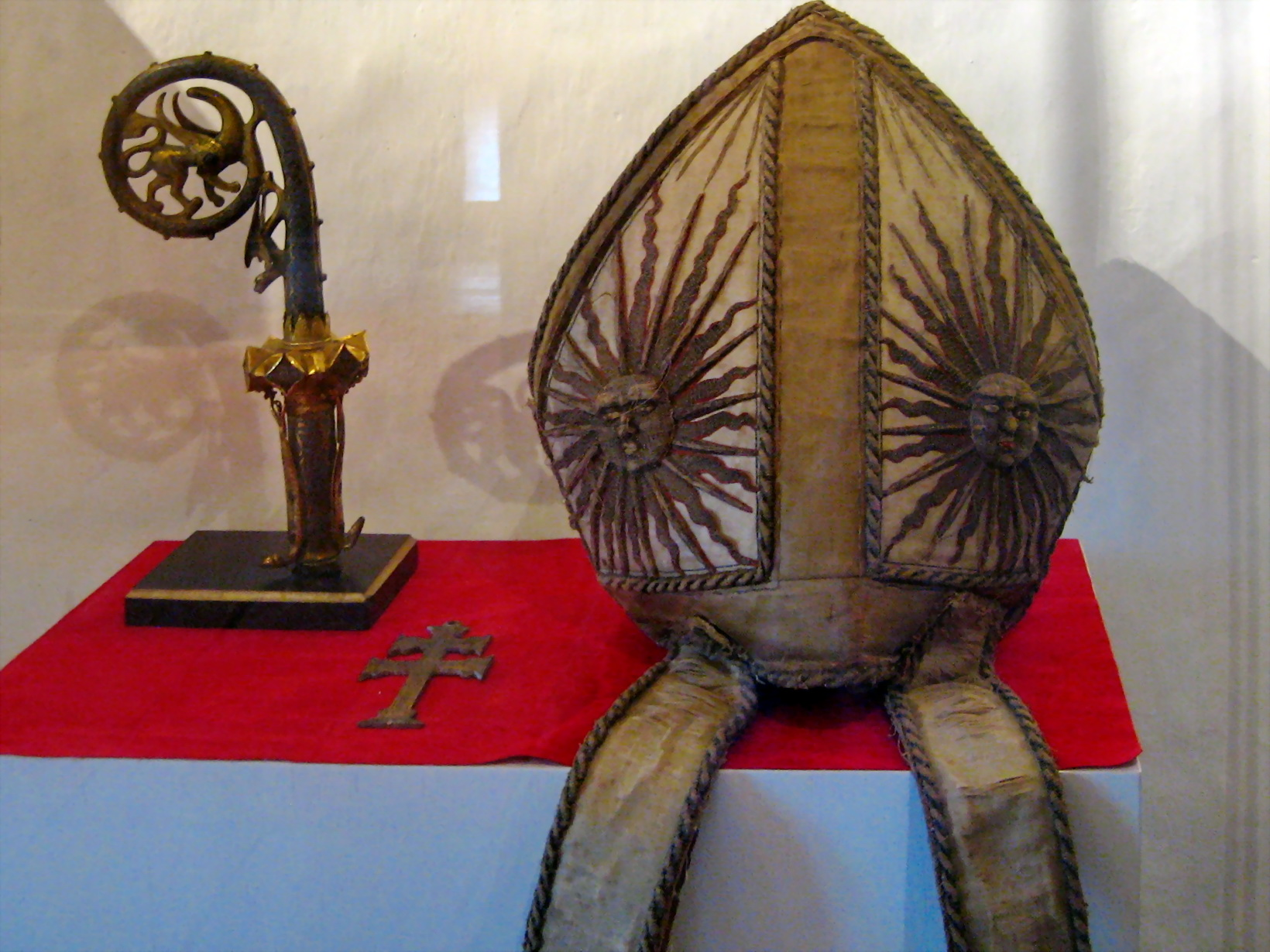
Mitra und Krummstab aus dem Klosterschatz der Prämonstratenserabtei Rüti (ZH)

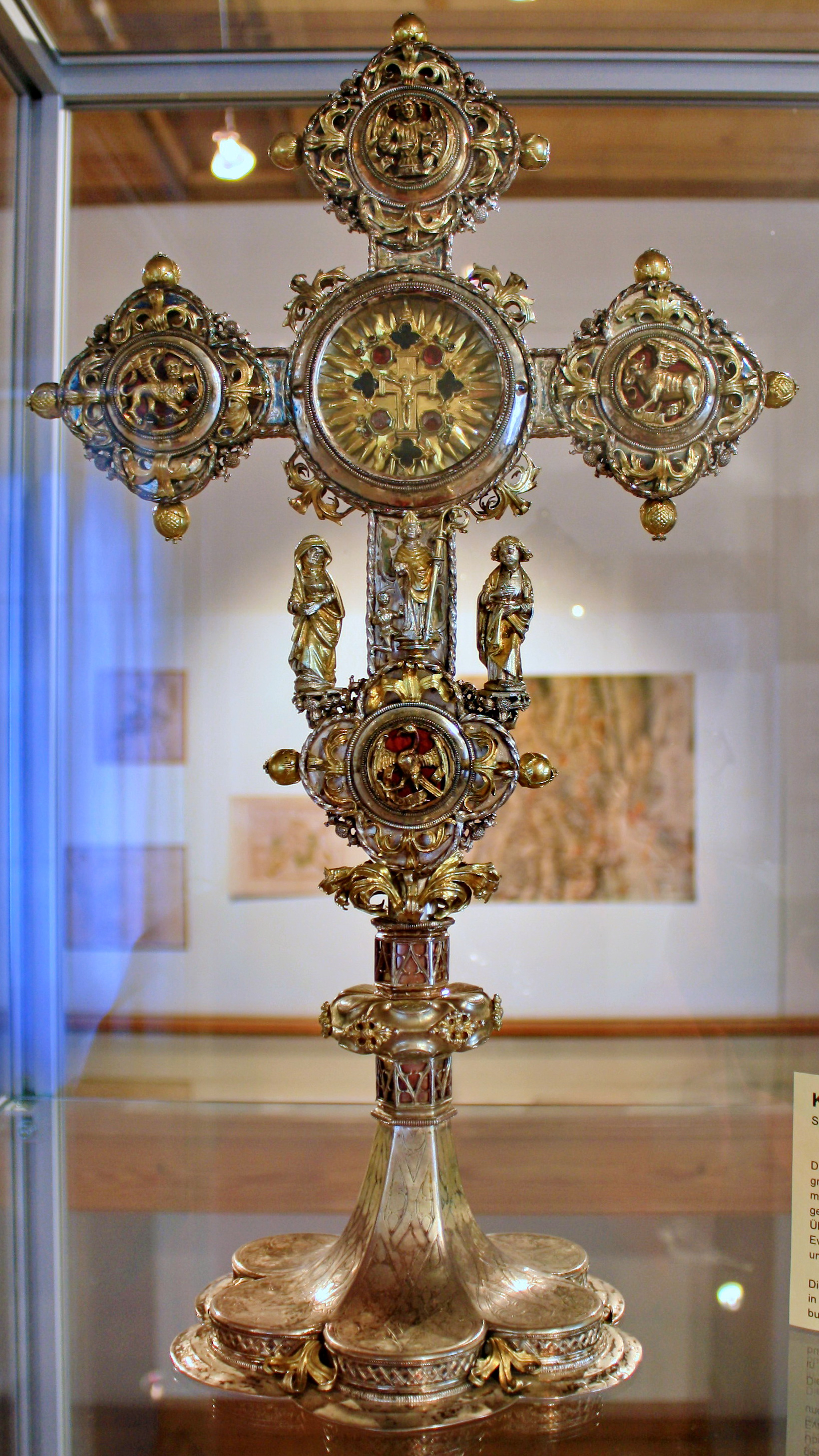
Die Kreuzpartikel-Monstranz aus dem Klosterschatz

Der letzte Abt des früher als «Marienmünster» gerühmten Klosters Rüti, Felix Klauser, flüchtete wie erwähnt am 22. April 1525 ins katholische Rapperswil. Ob uneigennützig oder nicht, befanden sich in seinem Reisegepäck eine bedeutende Summe Bargeld, Dokumente und Teile des Klosterschatzes – unter anderem ein über 450 Jahre alter Bischofshut (Mitra), ein Krummstab, eine Kreuzpartikel-Monstranz, Pontifikalien und Dokumente – die seither im Besitz der Ortsgemeinde Rapperswil und der katholischen Kirchgemeinde verblieben sind. Nach Klausers Tod hätten die Sakralgegenstände gemäss einer Vereinbarung eigentlich an das Kloster Rüti zurückfallen müssen. Weil das Kloster in der Zwischenzeit säkularisiert worden war, sahen die überzeugten Katholiken aus Rapperswil keine Veranlassung, sich von den Schätzen zu trennen. Um das Jahr 1530 verstarb Abt Felix Klauser. Die Ortsgemeinde Rapperswil-Jona stützt sich bei ihrem Besitzanspruch auf eine verbriefte Schenkung: Sebastian Hegner, der letzte Konventuale von Rüti, gelangte im Jahr 1557 nach Rapperswil und vermachte den Klosterschatz am 6. November 1561 der Pfarrei St. Johann in Rapperswil. Gemäss einem bereits im Jahr 1525 besiegelten Abfindungsvertrag zwischen dem Rat von Rapperswil, dem Rat von Zürich und Abt Felix Klauser, wurde der Klosterschatz im Inventar, das dem Vertrag zugrunde lag, nicht aufgeführt; der Klosterschatz sei erst mit der Schenkung durch Sebastian Hegner im Jahr 1561 offiziell wieder zum Vorschein gekommen. Gemäss dem Eintrag zur Schenkung wäre eine Wiederherstellung des Klosters Rüti nötig um den Klosterschatz wieder dorthin zu überführen. Im Jahr 2007 forderte die Gemeinde Rüti von der Stadt (Politische Gemeinde) Rapperswil diesen zurück. Diese verwies aber wegen Nichtzuständigkeit auf die Ortsgemeinde und die katholische Kirchgemeinde Rapperswil als zuständige rechtmässige Besitzer der Kulturgüter, neben dem Stadtmuseum Rapperswil als teilweiser Aufbewahrungsort. Der ehemalige Zürcher Stadtarchivar resümierte nach ausgiebigem Quellenstudium, dass das Kloster Rüti formaljuristisch nie aufgehoben, sondern lediglich der Reformation preisgegeben worden sei – womit in Rüti zumindest theoretisch noch ein Kloster mit Rechtsansprüchen existiert. Wie St. Gallen, das sich mit einer von Zürich bezahlten Replik des Himmelsglobus zufriedengab, stellte der Gemeindepräsident des mehrheitlich reformierten Rüti in Aussicht, sich ebenfalls mit Kopien der vorreformatorischen Säkulargüter zu begnügen. Auch eine feierliche Prozession von Rapperswil nach Rüti wurde angedroht (siehe auch Kulturgüterstreit zwischen Zürich und St. Gallen), wahrscheinlich aber wird der Klosterschatz in Rapperswil verbleiben. Einem Entscheid der Tagsatzung aus dem Jahre 1559 zufolge sollte das Kloster Rüti nicht mehr dem Katholizismus zugeführt werden und die ehemaligen Klostergüter an den Kanton Zürich fallen, worauf Rapperswil seine Besitzansprüche am Klosterschatz zurückführt. Auch das Kloster Minderau, das Rüti übergeordnete Kloster, habe diesen Entscheid anerkannt.

### Volksschule und Übergang zum Amt Rüti
Auch in Rüti wurde, wie andernorts, das Klostergut für den Aufbau der Volksschule herangezogen. Formal wurde sie zwar von der Evangelisch-reformierten Kirche gegründet, damit die Gemeindemitglieder die Bibel lesen konnten, sie war aber eine Fortsetzung der alten Klosterschulen und wurde aus Klostergütern respektive deren Einkünften bezahlt, die weiterhin dem Amt Rüti zugutekamen.
Reformator Ulrich Zwingli plante im aufgehobenen Kloster Rüti eine Volksschullehrer-Bildungsstätte (Lehrerseminar beziehungsweise ein Progymnasium) einzurichten. Wolfgang Kröwl stammte aus dem Kanton Zug, erhielt eine Ausbildung in Paris (Magister Parisiensis) und wurde Lehrer an der Fraumünsterschule in Zürich, an der mehrheitlich Knaben des höheren und niederen Adels Unterricht erhielten. Im aufgehobenen Klosters Rüti wurde die Stelle des Leutpriesters und des Lehrers zu einem Amt vereinigt und Kröwl auf den Vorschlag Zwinglis für diese Stelle vom Stadtzürcher Rat gewählt. 1530 erhielt Kröwl für beide Ämter auch nach damaligen Verhältnissen bescheidene 30 Gulden Jahreslohn nebst freier Kost und Logis zugesprochen.
Das Vorhaben eines Lehrerseminars scheiterte aber einerseits am Widerstand der im Kloster verbliebenen drei Konventualen, die vermutlich auf eine Wiedereinsetzung des Klosters hofften, anderseits am Rat von Zürich, der die notwendigen Mittel nur teilweise bewilligte. Wolfgang Kröwl und drei der ehemaligen Konventualen starben mit Zwingli in der Schlacht bei Kappel. Heinrich Bullinger führte in seinen Briefen des Jahres 1541 den Konflikt um den neuen Amtmann im ehemaligen Kloster auf, geht aber auch auf die in Rüti verbliebenen Konventsbrüder kurz ein: … So liegt ein anmuthiges Gutachten vor uns, worin er in Bezug auf das aufgehobene Kloster Rüti, dessen wenige übriggebliebene Mönche durch schandbare Ausgelassenheit und hartnäckige Widersetzlichkeit der Obrigkeit viele Mühe verursachten, anräth, jene Mönche in die Stadt zu versetzen, in Rüti aber eine Lehranstalt ähnlich der in Kappel zu errichten …
So wurde in Rüti lediglich eine Volksschule gegründet, immerhin aber die erste öffentliche Schule in der zürcherischen Landschaft. Sie wurde 312 Jahre, zuerst von den jeweiligen Pfarrern, dann von schlecht besoldeten und unzureichend ausgebildeten Schulmeistern im alten Pfarrhaus bei der Kirche geleitet. Der grosse Rat von Zürich verordnete 1598, dass wenn die Pfarrer aus zeitlichen Gründen nicht selber Schulunterricht erteilen könnten, sie dann bekannte, fromme, unverläumdete, geschickte, arbeitsame und tüchtige Männer anstellen können. 1601 erhielt Gabriel Schmidt als erster das Doppelamt Sigrist/Schulmeister und begründete damit eine Amtstradition die beinahe zweihundert Jahre Bestand hatte. Mit der Ordination von Pfarrer Johann Kaspar Reutlinger verbesserte sich die Situation deutlich: Reutlinger war ein begeisterter Anhänger von Pestalozzis Lehrmethode. Nach seiner Ordination 1774 war er drei Jahre Hauslehrer in Grüningen und Wetzikon, 1781 bis 1790 Provisor in Nidau, danach Waisenvater im Kloster Oetenbach in Zürich und Diakon in Wald. Mit Beginn der Helvetik gelangte er 1798 als Pfarrer und Schulinspektor nach Rüti. In der engen Schulstube im Untergeschoss des Pfarrhauses bildete er insgesamt 30 Schullehrer aus, die wiederum allen in ihrer jeweiligen Nachbarschaft wohnenden Lehrern ihr in Rüti erhaltenes Wissen weiterzugeben hatten.
Der Stadtstaat Zürich übernahm mit der Klosteraufhebung die Verwaltung der umfangreichen Ländereien. Hierfür wurden Amtmänner eingesetzt, welche im Kloster Wohnsitz zu nehmen hatten. Der Staat besoldete fortan die Pfarrer und Schulmeister, die wie erwähnt zu Beginn in Personalunion amteten.

## Kloster und seine Bewohner

### Konvent

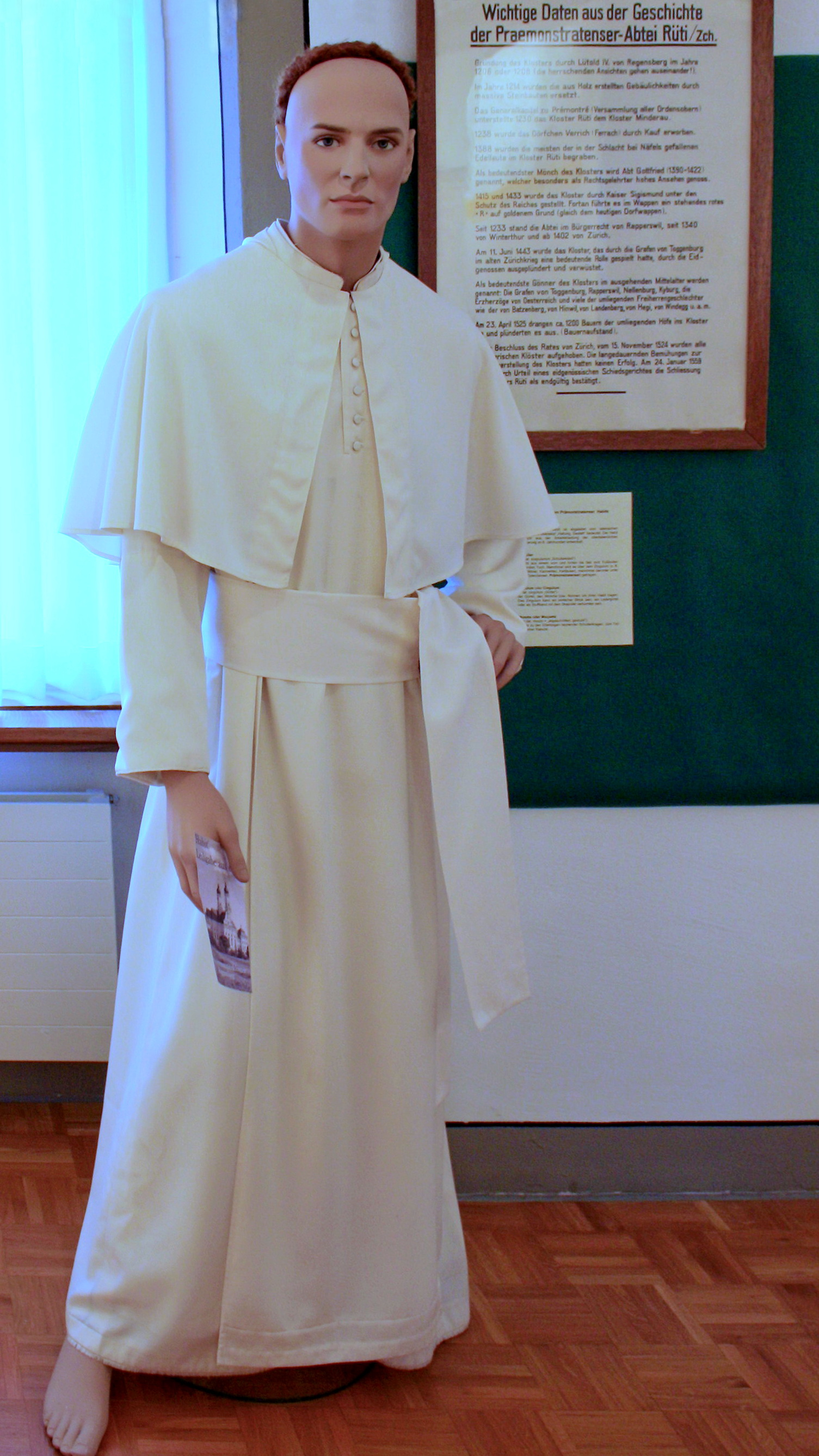
Habit der Prämonstratenser

Wie eingangs erwähnt, bestätigte Papst Gregor IX. im Jahr 1228 die Stiftung Rütis, nahm das Marienkloster samt Besitzungen in apostolischen Schutz und eximierte es von allen geistlichen und weltlichen Auflagen. Die Brüder sollten der Augustinusregel und dem Prämonstratenserorden unterstehen. Sie durften Kleriker und Laien aufnehmen sowie Freie und Freigelassene, welche die Welt fliehen wollten. Wer das Gelübde abgelegt hatte, durfte den Konvent nur mit Erlaubnis des Abts verlassen. Nebst weiteren Privilegien verlieh der Papst das Recht der freien Abtwahl durch die Konventualen.
Das Generalkapitel der Prémontré (Versammlung aller Ordensobern) unterstellte die Abtei Rüti im Jahr 1230 dem Kloster Minderau (Weissenau), da sich die ersten Konventualen in Rüti im Streit von ihrem Mutterkloster in Churwalden getrennt hatten. 1468 kam es zu einer Annäherung zwischen Rüti und Churwalden: Die Äbte Ulrich Tennenberg (Rüti) und Ludwig von Lindau (Churwalden) schlossen einen Verbrüderungsvertrag (fraternitas) ab und verpflichteten sich zur gegenseitigen Benachrichtigung, wenn ein Konventuale verstorben war, damit dieses seine Jahrzeit feierte. Wurde ein Bruder von seinem Oberen in das verbrüderte Kloster geschickt, sollte er dort gut aufgenommen und nicht anders als die eigenen Brüder behandelt werden und sich der Disziplin des Gastklosters unterwerfen.
Seit 1233 standen die Mitglieder des Konvents im Bürgerrecht des benachbarten Rapperswil, ab 1340 von Winterthur und ab 1402 von Zürich. Neben den canonici lebten in den Niederlassungen der Norbertiner auch Laienbrüder (conversi). 1340 entschied der Konvent, dass Neffen von Konventualen und Uneheliche künftig weder als Chorherren noch als Laienbrüder ins Kloster aufgenommen werden sollten.

### Doppelkloster und Konvent in Bollingen
Bis vermutlich 1283 könnte die Abtei als Doppelkloster der Prämonstratenser für Männer und Frauen eingerichtet worden sein, die anfängliche Propstei wurde 1259 zur Abtei erhoben. Abt und Konvent beschlossen 1283 auf Weisung des Generalkapitels hin, keine weiteren Schwestern aufzunehmen. 1257 stellte der Papst ein Erbprivileg aus, das dem Propst und Konvent erlaubte, Erbschaften anzunehmen, welche den Brüdern und Schwestern des Klosters zufielen. Dies ist bis zum Entscheid im Jahr 1283 der erste und einzige Hinweis auf ein Doppelkloster. Ob und wie der genannte Frauenkonvent von Rüti mit dem von Rudolf von Rapperswil gegründeten Kloster Bollingen zusammenhängt, das spätestens 1259 Rüti unterstellt (und 1267 dem Kloster Mariazell-Wurmsbach eingegliedert wurde), oder gar mit diesem identisch ist, ist bislang ungeklärt. Wenn auch nicht in diesem Zusammenhang, ist für die Jahre um 1292 eine Weisung des Konstanzer Bischofs belegt, der das Kirchweihfest vom ersten Maisonntag da die angenehme Luft zu ungebundenem Genuss reizte auf den Tag nach St. Martin (12. November) verschieben liess, um unbotmässiges Treiben zu unterbinden – sein Nachfolger sollte dem reinen Männerkloster Kloster St. Martin in Zürich einige Jahre später den gleichen Befehl erteilen.

### Schwerpunkte der Tätigkeit des Konvents
Ähnlich wie auch die Zisterzienser trugen die Prämonstratenser in den ersten Jahrhunderten nach ihrer Entstehung zur Verbesserung der Landwirtschaft bei. Später setzte sich ein aristokratischer Zug durch, und die Handarbeit wurde allmählich zurückgedrängt. Wichtig blieben aber das Schreiben und Kopieren von Büchern, wenn auch aus Rüti keine namhaften Werke bekannt sind, und auch die Lehrtätigkeit gewann an Bedeutung. Das Kloster Rüti galt zudem als Bollwerk gegen das auch im Zürcher Oberland und Tösstal weit verbreitete Ketzertum, namentlich gegen die Täufer, so dass der Konvent mehrheitlich eine Gemeinschaft geweihter Priester war.
Die Abtei kümmerte sich nebst ihren seelsorgerischen Aufgaben auch um die Armenpflege (Fürsorge), beispielsweise in Dürnten gab es sogenannte Hungerzettel, die an die Tür gehängt werden konnten und die Lieferung von Lebensmitteln sicherstellten. Im Unterschied zu Mönchsorden verbanden die Prämonstratenser das monastische Leben mit der pfarramtlichen Seelsorge. In den Jahren 1206 bis 1525 (Aufhebung) umfasste diese 14 inkorporierte Kirchen, davon zwölf mit Kollaturrecht (Bollingen und Fischenthal wurden nicht einverleibt). Deshalb war Rüti bestrebt, zahlreiche Kollaturrechte zu erwerben, hingegen konnte die Abtei die Pfarrstellen in den betreuten Pfarrgemeinden nicht vollständig mit eigenen Konventsbrüdern besetzen. Im Hinblick auf den umfangreichen Grundbesitz spielten wirtschaftliche Erwägungen eine wichtige Rolle sowie die Einnahmen aus dem Widumgut und den Zehnten, wofür die Abtei zuweilen vierstellige Guldenbeträge aufbrachte. Dabei war sie bestrebt, bestehende Schwerpunkte (wie in Seegräben mit Fehraltorf und Uster) zu verstärken.
Die Beziehungen zwischen der Klosterökonomie, mit Schwerpunkt auf Eigenwirtschaft in Ackerbau- und Sennhöfen, und den zahlreichen bäuerlichen Lehengütern (zur Blütezeit an 185 Orten) waren eng und vielfältig. Zuständige Konventuale waren der Schaffner, der Keller- und Küchenmeister, drei Weinkellermeister und der Kornmeister. Der Abt (ab 1259) wurde vom Prior, Subprior, Kustos, Kämmerer und Portner unterstützt, andere Chorherren wurden teilweise in die Pfarrstellen der inkorporierten Kirchen berufen. In der Eigenwirtschaft hatten Laien u. a. die Ämter von Hofmeistern, Baumeistern, Klostersennen, Werkmeistern und Klosterschmieden inne. Klösterliche Amtsfunktionen für die Abtei übten auch Bürger in Rapperswil, Uznach, Wil (SG), Winterthur und Zürich aus.

### Verbleib der Konventualen

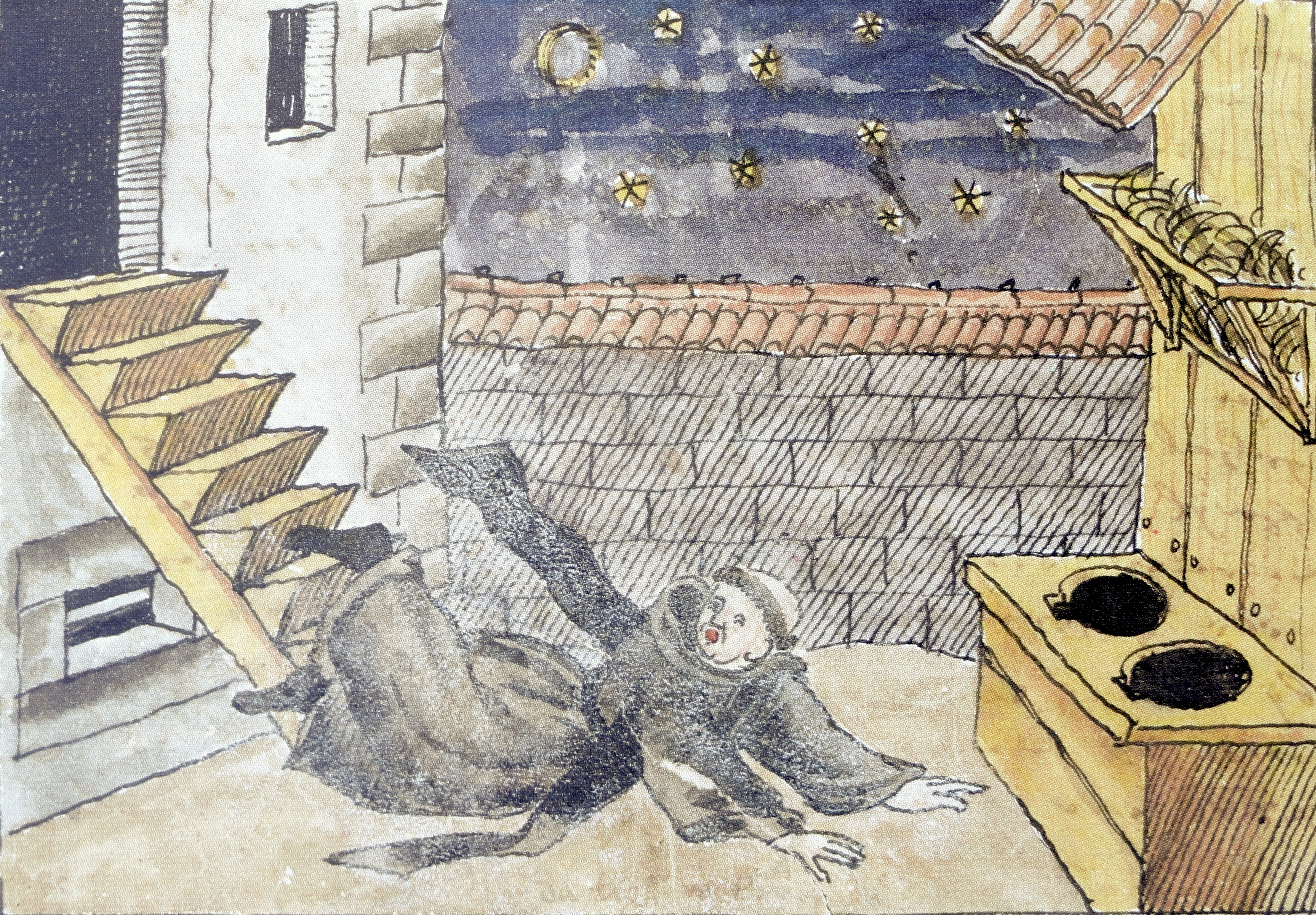
Sebastian Hegner, der letzte in Rüti verbliebene Konventuale, stürzt auf dem Weg zum Abort in Rapperswil zu Tode. Darstellung aus der Wickiana

Durch Beschluss des Rates von Zürich wurden am 15. November 1524 alle zürcherischen Klöster aufgehoben. Dies geschah, obwohl der letzte Abt, Felix Klauser, das Mutterkloster Weissenau und die Klöster Rot und Schussenried sowie Leonhard Dürr, Abt des Prämonstratenserstifts St. Ulrich verlangten, dass das Kloster Rüti wiederhergestellt werde. Ihre selbst vom Reich unterstützten Interventionen in Zürich und bei der Eidgenössischen Tagsatzung blieben erfolglos: Am 24. Januar 1559 wurde durch Urteil eines eidgenössischen Schiedsgerichts die Schliessung des Klosters Rüti als endgültig bestätigt. Einige Chorherren blieben auf ihren Pfarrstellen in der sanktgallischen Nachbarschaft, andere nahmen nach Unterweisung beim Reformator Pfarrstellen an zürcherischen Gemeinden an.
Wegen unbedachter Worte gegenüber dem Helfer Jakob Baumgartner von Rapperswil zog der Rat der Stadt Zürich Abt Felix Klauser zur Verantwortung, und er wurde am 25. Februar 1525 gezwungen, auf sein Amt zu verzichten; Ende April sollte über die Aufhebung der Abtei entschieden werden. Nach Klausers Flucht nach Rapperswil gelang dem Rat der Stadt Rapperswil eine schriftliche Vereinbarung zwischen Abt Klauser, dem Rat von Rapperswil und dem Rat von Zürich, aus der eine Abfindung für den Abt und die Chorherren des Klosters Rüti hervorging. Gemäss der am 19. Juni 1525 besiegelten Vereinbarung wurden dem Abt Haus und Güter des Klosters Rüti zu lebenslänglicher Nutzung überlassen. Zusätzlich erhielt Abt Felix das klösterliche Silbergeschirr, zwei Pferde aus dem Marstall und all seine Kleider sowie eine jährliche Pension von 200 Gulden. Desgleichen durfte er drei Kelche, zwei Messbücher, Levitenröcke, Chorkappen und weitere Klerikalien behalten. Nach seinem Tod sollten diese Gegenstände wieder dem Kloster zukommen (in der Annahme, das Kloster würde wiederhergestellt).
Mit Aufhebung der Rütner Abtei regelte der Rat von Zürich das Verhältnis mit dem Konvent in einem Vertrag vom 17. Juni 1525. Die Stadt Zürich stellte den Klosterhaushalt unter weltliche Verwaltung und liess die Altäre und verbliebenen Bilder aus der Kirche entfernen. Konventuale, die keine Pfarrstellen übernahmen, wurden neben der Verköstigung eine Rente von 30 Gulden zugesprochen und ihnen die Gebäude in Rüti überlassen. Beim Singen, Lesen und bei der Kleidung sollten sie die Anordnungen Zürichs befolgen, das heisst, sie durften weder Messen lesen noch Kutten oder Tonsur tragen. Wie bereits erwähnt, trat ein Teil der Konventualen zum neuen Glauben über: Ulrich Kramer, Sebastian Ramsberger und Wolfgang Ramsberger übernahmen Pfarrstellen in Russikon, Gossau und Pfäffikon und starben in der Schlacht bei Kappel. Ulrich Zingg, Kirchherr von Dürnten, wurde Leutpriester am Grossmünster. In Rüti verblieben Wolfgang Huber, Sebastian Hegner (auch Hegnauer) und Rudolf Gwerb Spänli; alle drei erweckten wie schon erwähnt wegen ihrer Lebensführung den Unmut des Reformators Bullinger.
Als Abt Felix Klauser um 1530 starb und die Rechtsstreitigkeiten wegen der Wiedereinsetzung der Abtei andauerten, bestimmte das Mutterkloster seinen Nachfolger, da keiner der in Rüti ausharrenden Konventualen wagte das Amt des Klostervorstehers anzunehmen. Die Wahl fiel auf Andreas Diener, Kaplan in der Stadt Zug und ehemaliger Leutpriester von Aadorf; seine Ernennung wurde aber am 5. April 1530 aufgehoben. Bei seiner Flucht nach Rapperswil nahm Abt Felix Klauser die wichtigsten Urkunden, Siegel, Urbare, Bücher, Register und Rödel nach Rapperswil mit und übergab sie dem Kloster Weissenau. Das klösterliche Verwaltungsschriftgut (Zinsbücher, Rechnungsbücher, Urbare) aus Klausers Regierungszeit wurde im Verlauf der Reformationswirren vernichtet. 1557 musste Weissenau das Klosterarchiv – einem Schiedsspruch Aegidius Tschudis folgend – den Eidgenossen nach Baden aushändigen, wonach es zum zürcherischen Amtmann nach Rüti gelangte. 1557 erhielt Sebastian Hegner, der letzte in Rüti verbliebene Konventuale, vom Abt von Weissenau die Weisung, ins Rapperswiler Haus umzuziehen.

### Vorsteher
Als bedeutendster Konventuale des Klosters wird Abt Gottfried (1390–1422) genannt, der besonders als Rechtsgelehrter hohes Ansehen genoss. Die Äbte Markus Wyler und Felix Klauser machten sich um die architektonische und malerische Ausstattung von Klosterkirche und Toggenburger Kapelle durch Hans Haggenberg verdient.
|     | Name                               | Funktion         | Amtszeit  | Anmerkungen |
| --- | ---------------------------------- | ---------------- | --------- | --- |
| 1.  | Ulrich                             | Propst           | 1206–1221 | Propst Ulrich verstarb 1221 auf der Heimreise vom Erzbischof Eberhard von Regensberg während eines Aufenthalts im Prämonstratenserkloster Ursberg im schwäbischen Landkreis Günzburg. Er wurde nach Rüti überführt und dort begraben.       |
| 2.  | Luther                             | Prior, Propst    | 1221–1224 | |
| 3.  | Eberhard                           | Chorherr, Propst | 1224–1226 | |
| 4.  | Berchtold                          | Abt              | 1226–1237 | Auf Abt Berchtold soll der Bau der Klostermauer zurückgehen. |
| 5.  | Ulrich II.                         | Propst           | 1237–1257 | |
| 6.  | Heinrich I.                        | Abt              | 1259–1266 | |
| 7.  | Wernher                            | Prior, Abt       | 1272 (?)  | |
| 8.  | Heinrich II.                       | Abt              |           | |
| 9.  | Walther                            | Abt              | 1279–1283 | |
| 10. | Johannes I. von Rheinfelden        | Abt              | 1286–1300 | |
| 11. | Johannes II.                       | Abt              | 1300–1317 | |
| 12. | Hesso                              | Abt              | 1319–1342 | |
| 13. | Heinrich III. von Schaffhausen     | Abt              | 1346–1379 | |
| 14. | Bilgeri (Peregrinus) von Wagenberg | Abt              | 1379–1394 | |
| 15. | Gottfried (Götz) Schultheiss       | Abt              | 1394–1422 | |
| 16. | Albrecht (Albertus)                | Abt              | 1422–1426 | |
| 17. | Johannes III. Zingg                | Abt              | 1428–1446 | |
| 18. | Johannes IV. Murer                 | Abt              | 1446–1467 | |
| 19. | Ulrich Tennenberg                  | Abt              | 1467–1477 | |
| 20. | Markus (Marx) Wiler                | Abt              | 1477–1502 | |
| 21. | Felix Klauser                      | Abt              | 1503–1525 | Als Felix Klauser um 1530 starb und die Rechtsstreitigkeiten wegen der Wiedereinsetzung der Abtei andauerten, bestimmte das Mutterkloster zwar Andreas Diener zu seinem Nachfolger, seine Ernennung wurde aber am 5. April 1530 widerrufen. |

## Klosteranlage

### Übersicht

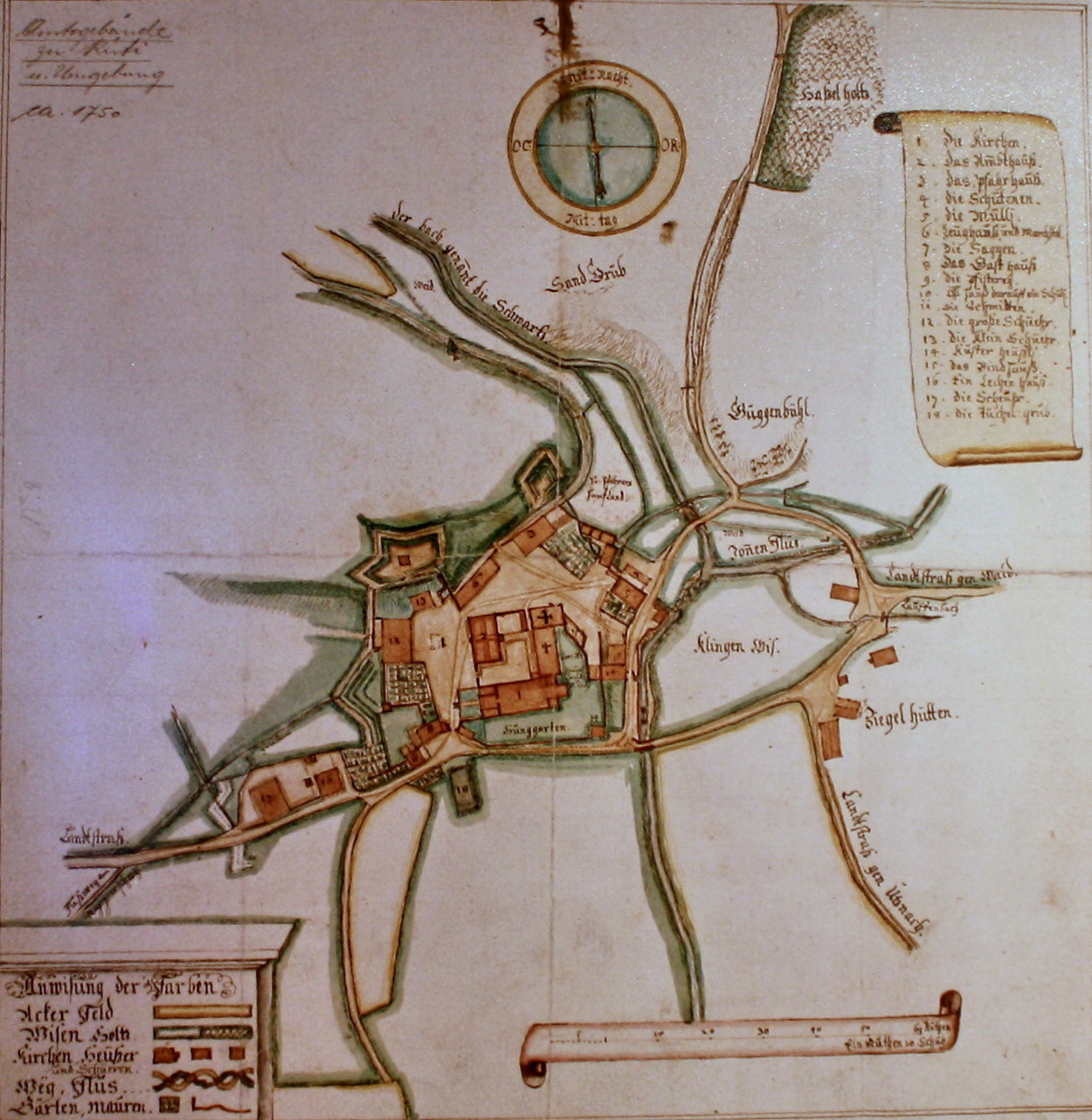
Übersichtsplan Kloster Rüti

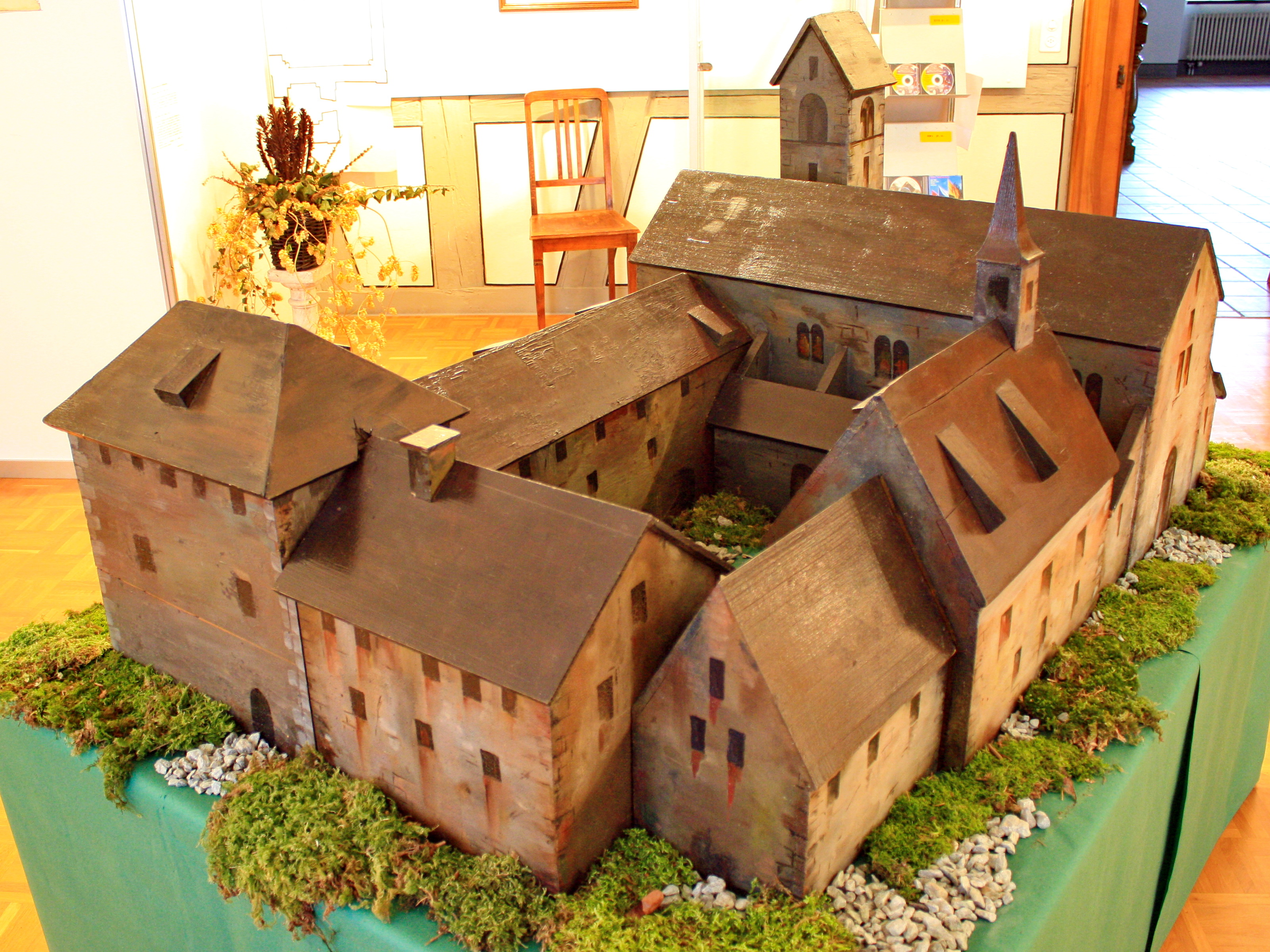
Modell der Abtei im Ortsmuseum Rüti

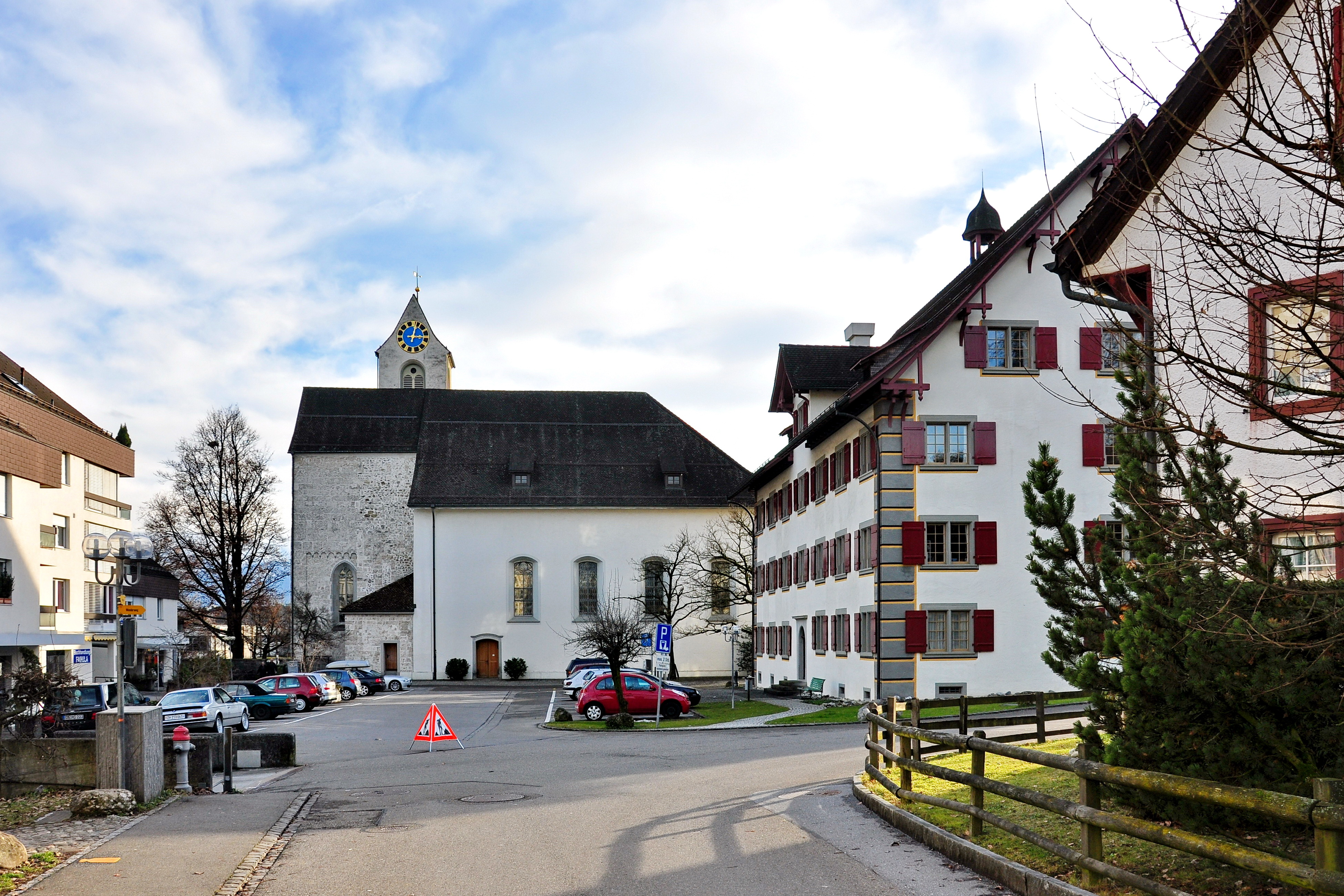
Ansicht vom Pfarrhaus: Im Vordergrund die Bauten des ehemaligen Klosters Rüti mit der heutigen reformierten Kirche, der Spitzerliegenschaft, und dem Amthaus

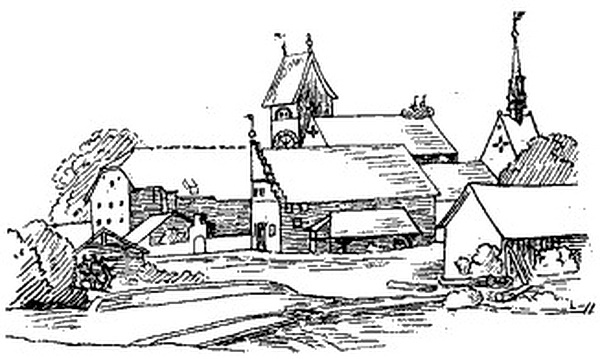
Rechts von der Kirche sind die Dachreiter der von Elisabeth von Matsch 1437/39 erbauten Toggenburger Kapelle zu erkennen. Zeichnung von Konrad Meyer, Ansicht um 1650

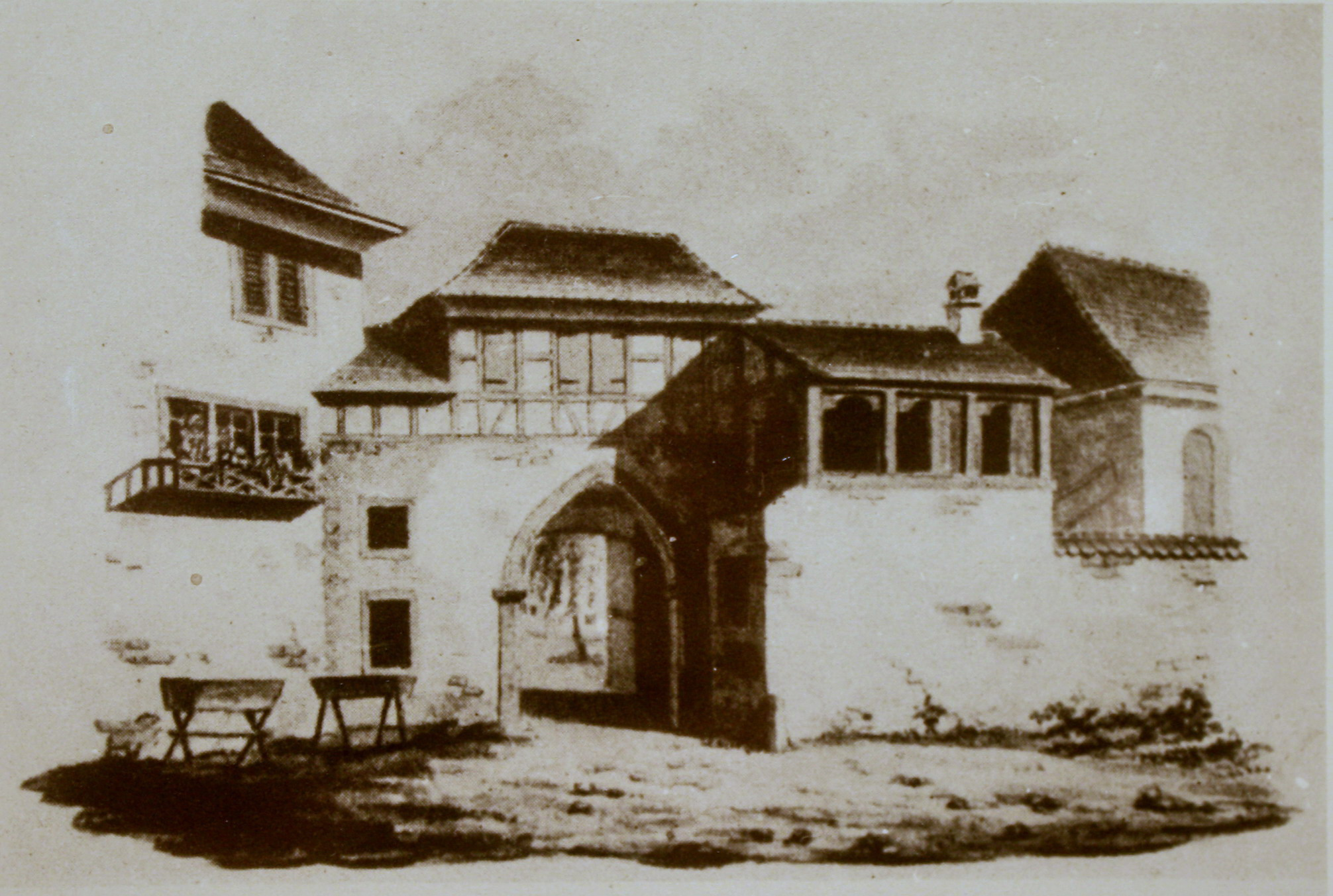
Eingangstor Kloster Rüti, Sepia von Ludwig Schulthess, um 1840

Nach provisorischen Holzbauten wurde 1214 der Grundstein zur heutigen Kirche gelegt, 1219 erfolgte die bischöfliche Weihe der Kirche. Neben dem Bau der Kirche waren an Klostergebäuden, nach provisorischen Holzgebäuden in den Gründungsjahren, weitgehend aus Stein erstellt worden: Kapitelsaal, Zellen und Aufenthaltsräume, Krankenzimmer und zugehörige Kapelle, Äbtewohnung, Verwaltung und Schreibstube sowie Pfrundhaus, Neben- und Wirtschaftsgebäude. Der ganze Komplex wurde vom Kreuzgang zusammengebunden. Auf Abt Berchtold (1226–1237) soll der Bau der Klostermauer zurückgehen. In der Abtei waren ab 1282 das Spital und ab 1351 das Pfrundhaus belegt.
Erhalten sind die ehemalige Klosterkirche – die heutige reformierte Kirche von Rüti – die Spitzerliegenschaft (Marstall) und das heutige Pfarrhaus beim Klosterhof-Platz (Amtshof) im Zentrum von Rüti. Das Amthaus, das Innere des Kirchturms und Teile des Kirchenschiffs sowie mehrere der verbliebenen Klostergebäude fielen am 3. Dezember 1706 einem Grossbrand weitgehend zum Opfer und machten 1710 dem Neubau des Amtshauses Platz. 1833 wurde das Amt Rüti aufgehoben, die noch verbliebenen Kloster- und Wirtschaftsgebäude wurden verkauft und mehrheitlich abgebrochen.

### Klosterkirche
1214 legten die Chorherren den Grundstein zu einer steinernen Kirche; sie bauten zuerst das Presbyterium und zwei Apsiden. Der Turm der heutigen evangelisch-reformierten Kirche bildet zusammen mit dem Chor und der nördlichen Seitenkapelle den im Spätmittelalter zwar umgebauten, aber dennoch ursprünglichen Teil der ehemaligen, in den Jahren 1214 bis 1219 beziehungsweise 1250 bis 1283 errichteten Klosterkirche. Die Bauarbeiten an der Kirche müssen weitgehend abgeschlossen worden sein, als im Jahr 1250 Papst Innozenz IV. anlässlich des Kirchweihfests einen Ablass gewährte. Ein weiterer Ablassbrief, der zur Förderung und zum Unterhalt des kostbaren Baues der Marienkirche beitragen sollte, lässt vermuten, dass der Bau der Kirche im Jahr 1283 abgeschlossen war. Um 1439/1442 wurde die Toggenburger Kapelle an die Klosterkirche angebaut. Die Äbte Markus Wiler und Felix Klauser liessen die Kirche und die Klostergebäude grundlegend erneuern (Jahreszahl 1499 am Portal der Kirche). Das Gotteshaus war damals eine romanische, dreischiffige Anlage von stattlichem Ausmass. Der barocke Wiederaufbau der Kirche – von der einstigen Anlage sind nur noch der Chor mit den Seitenkapellen und der Turm erhalten – nach dem Brand von 1706 übernahm den spätromanischen Chor, war aber in den Dimensionen bescheiden. 1770 wurde das schadhafte Langhaus der Kirche um 12 Meter verkürzt und teilweise durch einen Neubau von gleicher Breite ersetzt. 1904 wurden im Chorbereich mittelalterliche Fresken entdeckt, die 1962/1963 restauriert wurden.
Insgesamt elf Altäre sind in der Kirche Rüti nachweisbar: Der Hochaltar im Chor wurde 1219 zu Ehren Marias geweiht. Die Bischöfliche Sammlung des Klosters St. Gallen beinhaltet auch den späteren Hauptaltar aus dem Kloster Rüti, der Hans Leu dem Älteren, einem Zürcher Nelkenmeister als Spätwerk zugeschrieben wird, obwohl es keine Nelke aufweist. Der Flügelaltar aus dem Jahre 1503, ein sogenanntes Triptychon, ist geschlossen mit Rahmen 89 cm breit und 87 cm hoch, geöffnet 162 cm breit. Während der Reformation gelangte der Altar ins Kloster Wurmsbach, wo er bis 1798 blieb, danach wurde er in die bischöfliche Residenz nach St. Gallen gebracht. Das aus der ausgehenden Gotik stammende Altargemälde zeigt im offenen Zustand (von links) den Heiligen Augustinus und ihm zu Füssen das mit einem Hemd bekleidete Christuskind, in der Mitte die Kreuzigungsszene und rechts den Heiligen Norbert, den Begründer des Prämonstratenserordens im Bischofsornat. Im geschlossenen Zustand wird links Christus als Ecce homo mit der rechten Hand auf die Seitenwunde weisend dargestellt, rechts oben Gottvater als Halbfigur, rechts Maria, ihrem Sohn die Brüste zeigend.

### Toggenburger Kapelle
Im Sommer 1962 liess die Gemeinde Rüti den zwischen Amtshaus, Kirche und ehemaligem Haus zur «Schütte» liegenden Platz asphaltieren. Die Kantonale Denkmalpflege untersuchte vor Beginn der Bauarbeiten den Baugrund auf mögliche mittelalterliche Baureste. Die Untersuchungen des auf knapp 500 m2 beschränkten Ausgrabungsfeldes dauerten vom 21. Mai bis 5. Juni 1962. Die gut fassbaren Überreste, die Böden, zumal aber die Kronen der Mauerruinen, lagen durchschnittlich nur zwischen 10 und 30 Zentimeter unter der modernen Bodenoberfläche. Am eindeutigsten war ein von der Südwestecke in südlicher Richtung zum Kirchenvorplatz verlaufendes, ein Meter breites Mauerfundament. Es ist direkt auf den Nagelfluhfels gestellt, der in dieser Gegend durchschnittlich 1,50 bis 1,80 Meter unter der heutigen Bodenoberfläche liegt. Das Fundament zeigte eine sehr grobschlächtige Bauweise aus kleineren und grösseren, das heisst sehr unsorgfältig ausgewählten Kieseln, die in reichlichem Mörtel liegen. Das untersuchte Areal dürfte mit der 1437/1439 von Elisabeth von Matsch erbauten Toggenburger Kapelle identisch gewesen sein, deren Peter-und-Paul-Altar am 16. Januar 1442 eingeweiht worden sein soll. Diese soll gemäss Sigrist und Lokalhistoriker Emil Wüst im Süden mit der Nordwestecke des grossen dreiteiligen, 1770 abgebrochenen Westbaues der ehemaligen Klosterkirche zusammengeschlossen gewesen sein. Ein Rekonstruktionsversuch auf Grund eines Planes aus der Zeit vor 1770 im Staatsarchiv Zürich scheint diese Annahme zu bestätigen. Eine zwischen 40 und 80 Zentimeter mächtige Bauschuttschicht sowie Kachel- und Keramikfragmente wurden ebenfalls erforscht. Diese datierte das Schweizerische Landesmuseum durchwegs ins 15. bis 18. Jahrhundert. Die zwischen der Südwestecke des Amtshauses und der ehemaligen Nordwestecke des einstigen Vorhallentraktes II liegenden Mauerreste hatten später als Fundamente für die auf dem schönen Stich von David Herrliberger sichtbare Umfassungsmauer samt Hoftor des Amtes Rüti zu dienen. Diese scheinen nach 1833 abgetragen worden zu sein.

### Spital
Das Spital, am Jakobsweg nach Einsiedeln gelegen, lag innerhalb der Umzäunung. Erwähnt wird es 1282, als Lütold VI. von Regensberg eine Stiftung zu Gunsten der infirmeria machte, die sowohl den Kranken wie den Armen dienen sollte. Für 1328 ist eine Kleiderkammer für bedürftige Kleriker und Laien gesichert. Mit Werner von Batzenberg ist ein Insasse des Pfründhauses bekannt: 1351 vermachte er der Abtei seinen gesamten beweglichen Besitz, den er in den Gemächern oder innerhalb der Mauern der Konventsgebäude hatte. 1367 stifteten der Vogt von Rapperswil und seine Frau dem Kloster Rüti eine Jahrzeit, um die Ernährung und Pfründe der Kranken im Siechenhaus zu verbessern. Wie das Kloster St. Gallen und das Kloster Reichenau verfügte das Kloster über eine größere, krankenhausähnliche Krankenabteilung. Im Jahr 1411 unterhielt die St. Jodokus- und Bartholomäuskapelle des Krankenhauses im Hof des Klosters ein Ewiges Licht. 1452 kaufte sich ein Ehepaar in das Pfründhaus ein; ihre Bezüge an Essen, Trinken, Unterkunft und Kleidung legten sie vertraglich detailliert fest. Im Vertrag vom 17. Juni 1525 mit der Stadt Zürich, der die Auflösung des Klosters besiegelte, werden den in Rüti verbliebenen Konventualen das siechenhus, das si vor inghept hant und des Ranspergers behusung und gmach als Krankenhaus beziehungsweise Krankenzimmer überlassen.

### Klosterfriedhof
Im ehemaligen Klosterareal «Hunggarten» wurden am 24. September 1971 bei Kanalisationsarbeiten durch den südlichen Vorplatz des neuzeitlichen «Klosterhof» Skelettfunde gemacht und zwei Gräber freigelegt; beide Skelette lagen in 80 Zentimeter Tiefe. Das Anthropologische Institut der Universität Zürich charakterisierte die beiden Skelette wie folgt: Östliches Grab: Gut erhaltenes, fast vollständiges Skelett; offenbar männlich; mindestens matur; keine anthropologischen Besonderheiten. Westliches Grab: Erhalten sind: Calotte, Unterkiefer, Reste von Extremitätenknochen; offenbar männlich; matur; keine anthropologischen Besonderheiten. Die Skelette werden im Anthropologischen Institut der Universität Zürich aufbewahrt. Nach alten Zeichnungen und schriftlichen Überlieferungen hat diese Stelle nie als Gemeindefriedhof gedient, sondern bis 1864 die Süd- und Westseite der Kirche, und seit 1864 zusätzlich die Ostseite.

### Amtshof (Spitzerliegenschaft)

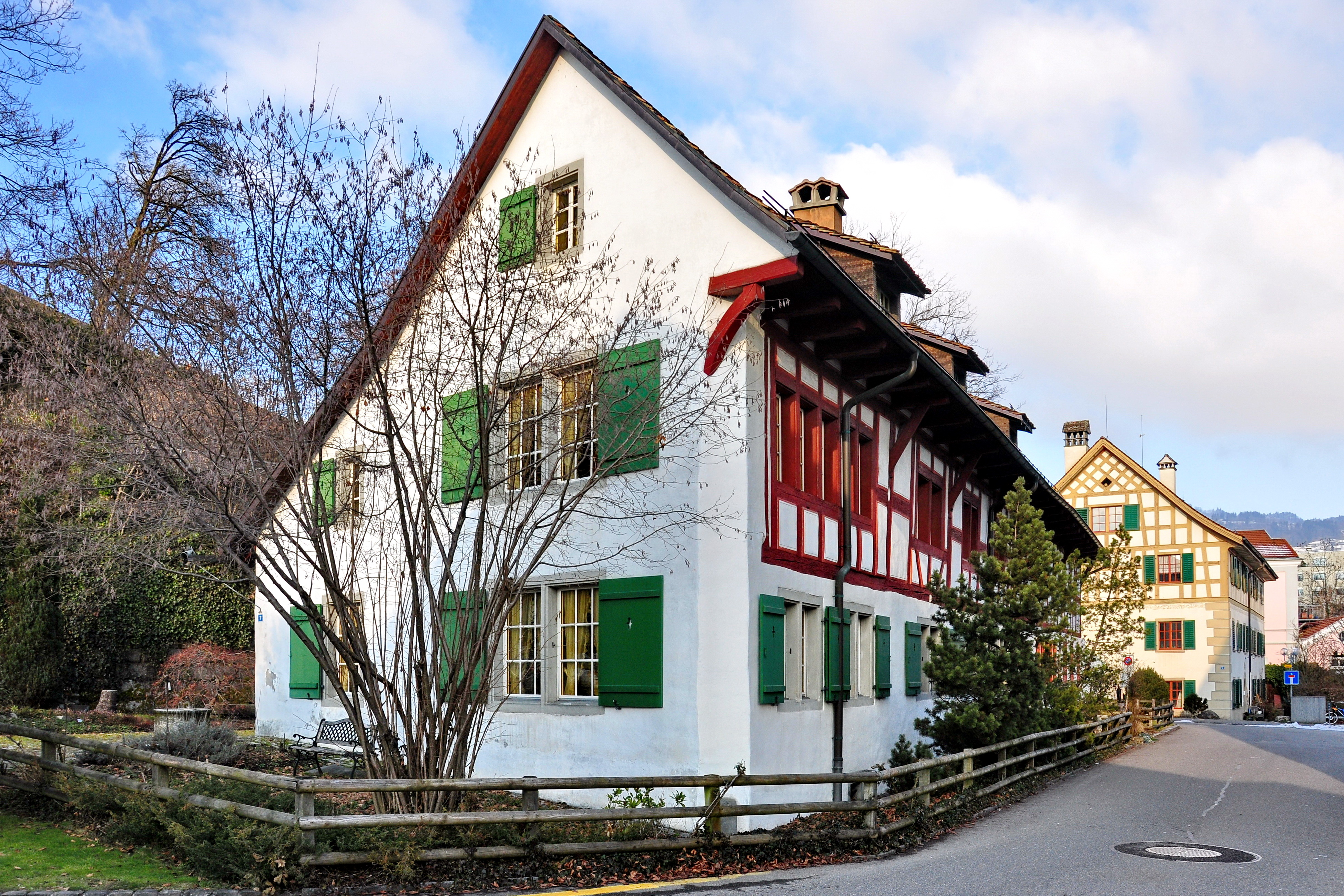
Die sogenannte Spitzerliegenschaft, die der Abtei als Marstall und dem Amt Rüti als Zeughaus diente

Die sogenannte Spitzerliegenschaft (Amtshof 5/7/9/11) liegt nordwestlich des Amtshauses beziehungsweise südwestlich des Pfarrhauses (Amtshof 12) und bildet mit diesen eine lockere Häuserzeile. Das Reihenhaus ist im Verlauf des 16. Jahrhunderts entstanden; der südwestliche Teil war der einstige Marstall, der wahrscheinlich in der allerletzten Kloster- bzw. frühesten Zeit des Rütiamtes entstanden ist. Der nordöstlich anschliessende Trakt könnte das Zeughaus des Amts Rüti gewesen sein. Er scheint in zwei Etappen während des 17. Jahrhunderts erbaut worden zu sein.
Anlässlich eines geplanten Strassenbaus wurden die Liegenschaft ins Inventar der schutzwürdigen Objekte der Gemeinde Rüti aufgenommen. Nach gescheiterten Kaufsverhandlungen mit der Gemeinde Rüti wurde sie von drei Privatleuten erworben und mit Unterstützung der kantonalen Denkmalpflege im Sommer 1973 restauriert, unter Erhaltung der alten Fassaden. Die Restaurierung beinhaltete die Sanierung der Massivmauern des Erdgeschosses und der Giebelfassaden, von Riegelwerk, Dachstuhl und rückseitigen Holzkonstruktionen. Das Dach wurde neugedeckt, und Sandstein- und Holzgewände bei Türen und Fenstern erneuert. Da Bund, Kanton und Gemeinde Beiträge leisteten, steht dieses Reihenhaus seit 1976 unter Denkmalschutz.
Bei den Erdarbeiten für die Vorplatzgestaltung wurde Anfang Oktober 1974 das Fragment einer Grabplatte aus Sandstein von 110 × 105 × 12 Zentimeter Grösse entdeckt. Sie hatte zuletzt als Bodenplatte vor dem Hauseingang Amtshof 5 gedient. Die Grabplatte muss beim teilweisen Abbruch der ehemaligen Klosterkirche 1770/1771 wie so viele andere ausgebaut worden sein, die Inschrift lautet:

«Frau Anna Magdalena Steinbrüchel,
Herr Rittmeisters Hans Rudolf Hirzels
Des Regiments und Amtmanns allhier Eheliebste
Frau
Starb den 27. März 1744
Ihres Alters 39 Jahr 7 Monat
Als ich meinen Herren zur Freud – ein schönes Kind geboren
Hab ihm zum grössten Leid – das Leben bald verloren.
Mein und elf Kindern ist nun Gott Trost und Heil
Herrn und sechs übrigen – verleih er alles Heil.»

Emil Wüst, Sigrist und Ortschronist, stellte die Platte anschliessend an die östliche Aussenwand der ehemaligen nördlichen Seitenkapelle der Kirche.

## Grundbesitz und Herrschaftsrechte

### Lehenhöfe

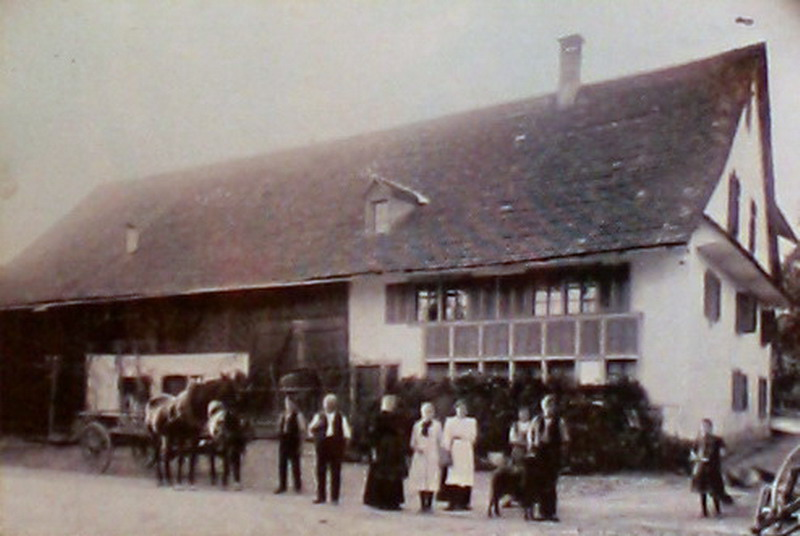
Der «Lähenhof» an der Goldbachstrasse 3 in Rüti

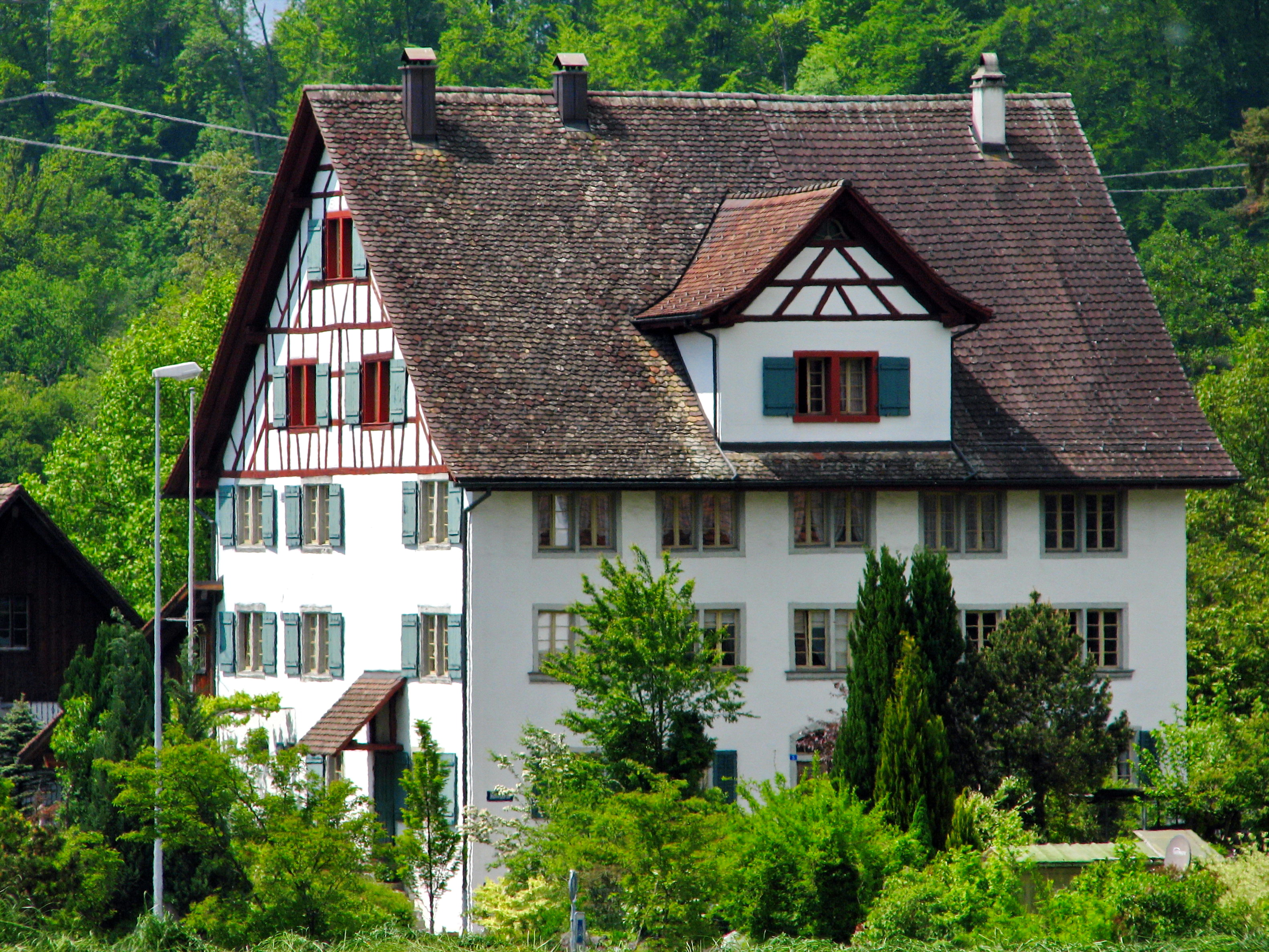
«Hüllistein» an der Hauptstrasse nach Rapperswil

Das Kloster besass im Gebiet der heutigen Ostschweiz umfangreichen Grundbesitz und gelangte zu bedeutendem Reichtum. So besass es in seiner Blütezeit an 185 Orten Gutshöfe, in der Geschichtsforschung «Rütihöfe» genannt. Zusammenhängende Besitzungen wurden Höfe genannt, welche vom Kloster üblicherweise verpachtet wurden. Diese Lehen umfassten Wohnbauten und Ökonomiegebäude nebst Grundstücken oder auch blosse Güterlehen ohne Gebäude. Als Lehen gilt in diesem Zusammenhang ein ausgedehntes Nutzungsrecht an einer fremden Sache, zumeist ein Grundstück oder ein Komplex von Grundstücken, aber auch bestimmte Nutzungs- und Abgabenrechte. Die Eigentümer werden als Lehensherren bezeichnet. Nach der Aufhebung des Klosters wurden dem Amt Rüti 38 Erb- und 36 Handlehenshöfe zugesprochen, namentlich in der Gemeinde Rüti waren dies:
- Alt-Ferrachstrasse, mit 117 Jucharten Ackerland, 15 Jucharten Wiesland und sechs Jucharten Wald.
- Goldbachstrasse, ein traufständiger Doppelflarz mit Tätschdach und Ökonomiegebäude wurden einem Bauern gegen einen aus Naturalien (Kerne, Hafer, Fasnachtshühner) bestehenden Jahreszins als Lehen abgetreten. Ein weiteres Gut an der Goldbachstrasse war der sogenannte «Lähenhof».
- Hüllistein 4/5, ein bereits im 13. Jahrhundert erwähnter Lehenhof mit 83 Jucharten.
- Matten, ein Bohlenständerhaus respektive Hof, der dem Kloster 1331 geschenkt wurde.
- Neugutstrasse 2, der «Bundespalast» benannte Lehenhof gehörte einst dem Kloster Pfäfers und umfasste 37 Jucharten.
- Untermoos, als Geschenk der Grafen von Rapperswil im Jahr 1233 und ein Hof an der heutigen Weinbergstrasse 42.[5]

### Weitere Besitztümer des Klosters
Das Kloster Rüti gelangte durch Schenkungen im Zürcher Oberland und weit darüber hinaus in den Besitz umfangreicher Ländereien:
- Bassersdorf: 1277 verkaufte das Kloster Rüti die Mühle in Bassersdorf an das Kloster St. Blasien (Schwarzwald).
- Dürnten: Die Kollatur gelangte von Habsburg 1359 an das Kloster Rüti, welchem die Kirche aber erst 1414 inkorporiert wurde, und 1525 ebenfalls an Zürich ging. Die Pfarrei umfasste ursprünglich auch Fägswil und Wolfhausen (ZH).[34]
- Elsau und Räterschen, mit einer Kirche in Elsau und einer Ansammlung von Bauernhäusern. Die Besitzungen des Dienstadelsgeschlechts der Grafen von Nellenburg gelangten durch Heirat an die Grafen von Toggenburg. Graf Donat von Toggenburg schenkte dann diese Ländereien 1396 bzw. 1398 dem Kloster Rüti, erwähnt wurden dabei auch die Kirche und die Mühle von Räterschen.[35]
- Erlenbach (ZH): Die Grund- und Bodenzinse des Hauses zum Anker (1331) gingen an das Kloster Einsiedeln. 1520 wurde es an das Kloster Rüti verkauft, 1525 mit der Klosteraufhebung ging es ebenfalls an die Stadt Zürich.[36]
- Eschenbach (SG): Von 1303 bis 1536 war Eschenbach dem Kloster Rüti zehntenpflichtig. Bis zu ihrem Aussterben 1436 übten die Grafen von Toggenburg die Hoheitsrechte aus. Konrad und Ulrich Morger standen damals als Pächter einiger Zehnten (Eschenbach, Schmerikon, Bollingen und Lütschbach) in Beziehung zum Kloster Rüti.
- Eschlikon (ZH): Im Jahre 1399 vergaben die Witwe Elise Bolliger und ihr Sohn Johann dem Kloster Rüti eine Wiese zu Eschlikon, bisher Lehen des Grafen Friedrich von Toggenburg.
- Fehraltorf und Mönchaltorf: Im Mittelalter hatten die Bauern der Gemeinde ihren Zins und Zehnten dem Kloster Rüti abzuliefern. Dies blieb auch nach der Reformation und der Aufhebung des Klosters im Jahre 1525 so. Die Pflicht bestand nicht nur für die Leute von Rüeggisaltorf (auch dieser Name erschien früher in den Urkunden), sondern ebenso für Mönchaltorf am Greifensee.[37] 1469 kamen die Kirche Fehraltorf und ihre Güter geschenkweise an das Kloster Rüti.
- Fischenthal: 1390 schenkte Heinrich von Tengen Kirche und Kirchensatz Fischenthal, 1525 kam beides nach der Klosteraufhebung an die Stadt Zürich.
- Gossau (ZH): Das Kloster St. Gallen stiftet die Marienkirche, deren Besitztümer 1414 an das Kloster Rüti übergingen. Das Kloster Rüti war im Mittelalter einer der wichtigsten Grundherren in Gossau. Als das Kloster 1414 das Kirchengut übernahm, baute es anstelle der ersten Kirche eine neue im gotischen Stil. Nach 1408 behielt das Kloster Rüti die Gerichtsherrschaft über Grüt, wo jedoch die Stadt Zürich das Recht hatte, Steuern und Leistungen einzufordern. Herrschaftsrechte in der Landvogtei Grüningen um 1470 beinhalteten die bis zu diesem Zeitpunkt durch das Kloster erworbenen Güter.[38]
- Hinwil: Nach der Christianisierung und dem Bau der ersten Kirche scheint im 8. und 9. Jahrhundert ein Schenkungseifer unter den Neubekehrten ausgebrochen zu sein, so dass Kloster St. Gallen bald zum mächtigsten Grundbesitzer in der Gemeinde wurde. Viele dieser Güter wurden später an das Kloster Rüti und den Johanniterorden in Bubikon übergeben, die bis zur Reformation durch ihre Verwalter, Leibeigenen und den Zehntenansprüchen von grösstem Einfluss in der Gemeinde blieben.[39] Um 1280 übergaben die Nobiles von Hinwil, zusammen mit weiteren Gütern, insbesondere dem Meierhof des Klosters St. Johann im Thurtal, ihre Güter an die Johanniterkommende Bubikon und in geringerem Masse auch an das Kloster Rüti.
- Hofstetten: Im 13. Jahrhundert das Gebiet von Geretswil und Scheunberg.[40]
- Neubrunn (Turbenthal): Im Jahr 1362 vermachten zwei Frauen ihr Gut ze Nüwbrunnen gelegen, das der Bollinger buwet dem Kloster Rüti. 1414 vermachte das Kloster Rüti unter anderem Unsers Gotzhus eignen hof ze Nübrunnen gelegen, och mit aller zugehört dem Kloster St. Gallen.[41]
- Rapperswil (SG): 1229 werden unter anderem Cunradus Rufus de Mulinon, Rudolfus de Galgene und Konrad der Rote als Zeugen in einer Urkunde genannt, in der Rudolf (II.), Vogt von Rapperswil, die Kirche Bollingen an das Kloster Rüti vergab.[42]

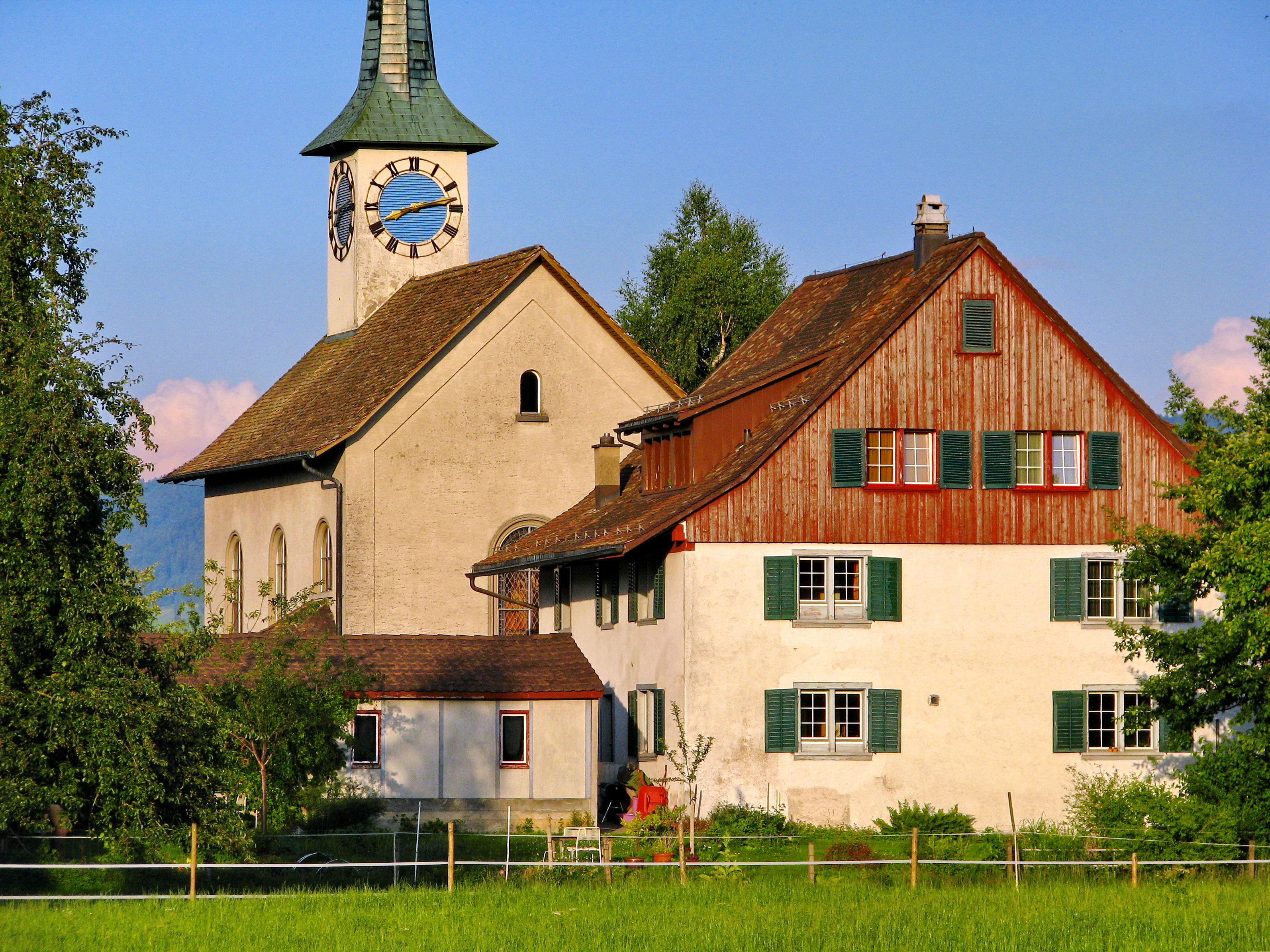
Seegräben

- Seegräben: Lütold von Regensberg stiftete dem Kloster Rüti 1209 nebst anderen Besitzungen die Kapelle mit Vorbehalt des Patronats und Schutzrechtes. Zur Schenkung gehörten die Mühle Aathal, die im 13. Jahrhundert erstmals anlässlich ihrer Übergabe an das Kloster erwähnt wird, Wiesen, Wälder, Felder und die Fischenz. Im Jahr 1222 erneuerte Bischof Heinrich von Konstanz die inserierte Urkunde seines Vorgängers Konrads II. betreffend Überlassung der Kapelle Seegräben an das Kloster Rüti.[5]
- Uster: Weite Teile von Oberuster gehörten zum Besitz des Klosters Rüti.
- Uznach (Walde): 1242 wurde ein Hof auf dem Berge, der Anganderiwalt von den Brüdern Diethelm IV. und Kraft I. von Toggenburg an die Marienkirche Rüti verkauft für 63 Mark (Kaufwert von 21 Kühen). Dieses Gut wurde acht Jahre später in einer Bestätigungsurkunde von Papst Innozenz IV. «Zangentonwalde» (zum angehenden Wald) genannt. Das Klostergut «Angenenwalde» lag am Fuss der Alp des Atzmännig und reicht von der Alp Aesch bis gegen Widen, ohne Widen, Oberricken und Laad. 1260 erfolgte die nochmalige Bestätigung des Verkaufs des Hofes durch einen Schiedsspruch. Die jüngeren Toggenburger Friedrich II. und Wilhelm mussten feierlich auf die Güter verzichten, die von ihrem Vater oder ihren Brüdern ans Kloster Rüti verkauft worden waren. Unter diesen Gütern war auch das Gut in «Angenenwalde».[43]
- Wil (SG): Dreibrunnen Marienwallfahrtskirche und Hof westlich von Wil, gegründet durch die Grafen von Toggenburg, schenkten diese 1289 dem Kloster Rüti.[44] Das Gotteshaus zu Dreibrunnen (im Volksmund «Tübrunnen» genannt) ist eine altehrwürdige Gebetsstätte. Die Grafen von Toggenburg als Eigentümer dieser Gegend hielten auf ihren Meierhöfen zahlreiche Dienstleute und bauten für diese im Jahr 1272 ein Gotteshaus und weihten es unter dem Titel Mariä Heimsuchung der Gottesmutter. Die Kirche besass selbständige Rechte und war Pfarrkirche für die ihr zugeteilten Höfe. Im Jahre 1330 wurde die Kirche samt allem Besitz und Einkommen mit päpstlicher Erlaubnis dem Kloster Rüti übergeben und nach der Aufhebung des Klosters 1526 von Zürich an das Spital von Wil verkauft.
- Winterthur: 1225 verlieh der Bischof von Konstanz dem Kloster Rüti ein Gut in Seen, das ursprünglich einem Wetzel von Hegi gehört hatte.
- Zollikerberg: Bis 1218 unterstand das Gebiet des Zollikerbergs den Zähringern, dann den Freiherren von Regensberg und später dem Kloster Rüti. Bis 1832 hatte der jeweilige Müller der Trichtenhauser Mühle als Jahres-Zins dreieinviertel Mütt Kernen, drei Hühner und fünfzig Eier abzuliefern.[45]
- Zollikon: Es besteht ein Kaufbrief aus dem Jahr 1412 betreffend den Verkauf von an das Zolliker Gemeinwerk angrenzendem Wiesland durch das Kloster Rüti an die Dorflüt gemeinlich zu Zollikon.[46]
- Zürich: Am 16. Dezember 1345 beurkundeten Bürgermeister Rudolf Brun, der Rat und die Zunftmeister, dass Ritter Rüdiger Manesse und sein Bruder Ulrich, Söhne des Ritters Ulrich Manesse sel., zwei Höfe zu Niederleimbach, die von Claus von Leimbach und Heinrich Lüteltz bebaut werden, mit allen Recht an Abt Heinrich und den Konvent von Rüti um 136 Mark verkauft und vor dem Rat gefertigt haben, wie es für Bürger üblich ist (mit Umschreibung der Zehntenpflicht, Holz- und Weidgerechtigkeit). Unter anderem diese beiden Höfe wurden am 17. Juli 1375 für 225 Gulden verkauft.[47] Eine Notiz aus dem Jahre 1315 besagt, dass das Kloster Rüti die Hofstatt neben seinem Haus in Zürich dem Pfister der Chorherren verpachtete, um darauf ein Haus zu bauen, welches mit Ziegeln zu decken ist (es sollte feuersicher sein, da es als Bäckerei dienen muss).